# 유럽계 유대인의 역사

현대 유럽의 위치(짙은 녹색)

유럽 유대인의 역사는 2천년이 넘는 기간에 걸쳐 있다. 남부 레반트의 유대 지역 유대인들의 후손인 셈족인 유대인들은 로마 제국 (기원전 27년)이 부상하기 직전에 유럽으로 이주하기 시작했지만, 알렉산드리아 유대인들은 이미 로마로 이주했고 일부 이방인들은 여러 차례 유대화를 겪었다. 로마 제국의 유대사에서 주목할 만한 초기 사건은 기원전 63년의 예루살렘 공방전으로, 폼페이우스가 하스몬 내전에 개입했다.
유대인들은 로마 제국이 멸망한 이후 이탈리아, 스페인, 포르투갈, 프랑스, 네덜란드, 독일, 폴란드, 러시아를 포함한 유럽 도시와 국가에 상당한 존재감을 가지고 있었다. 15세기 후반 스페인과 포르투갈에서 군주들은 유대인들에게 기독교로 개종하거나 떠나라고 강요했고, 개종한 유대인들의 가톨릭 정통성을 강제하기 위해 종교재판소를 설립했다. 이러한 행동들은 이베리아 반도의 유대인 생활을 파괴했고, 세파르딤의 대규모 이주를 야기하여 종교적 박해를 피하게 했다. 많은 이들이 네덜란드에 재정착하여 16세기 후반부터 17세기 초반에 걸쳐 다시 유대화되었다. 종교적으로 관용적인 프로테스탄트 네덜란드 공화국의 암스테르담은 경제적으로 번성했으며, 유대 문화의 중심지인 "서방의 예루살렘"이 되었다. 아슈케나짐은 랍비적 권위 아래 공동체를 이루며 살았다. 유럽에서 유대인 공동체는 주로 기독교 통치자 아래에서 자율적으로 운영되었으며, 보통 거주 및 경제 활동에 대한 제한이 있었다. 폴란드에서는 1264년부터 (1569년부터는 폴란드-리투아니아의 일부로 리투아니아에서도) 칼리시 법령에 따라 1795년 폴란드-리투아니아의 분할까지 유대인들은 법적 권리와 특권을 보장받았다. 1264년 이후 폴란드(결과적으로 폴란드-리투아니아)의 유대인에 대한 법률은 유럽에서 가장 포괄적인 것 중 하나였다. 프랑스 혁명은 유대인에 대한 법적 제한을 없애고 그들을 완전한 시민으로 만들었다. 나폴레옹은 그의 군대가 유럽의 많은 부분을 정복하면서 유대인 해방을 시행했다. 해방은 종종 유대인들에게 더 많은 기회를 가져다주었고 많은 이들이 더 큰 유럽 사회에 통합되어 응집력 있는 유대인 공동체에 머무르기보다는 더 세속화되었다.
제2차 세계 대전 이전 유럽의 유대인 인구는 약 9백만 명으로 추정되는데, 이는 전 세계 유대인 인구의 57%에 해당한다. 약 6백만 명의 유대인이 홀로코스트로 살해당했으며, 이후 생존 인구의 상당수가 이주했다.
2010년 유럽의 유대인 인구는 약 140만 명(유럽 인구의 0.2%)으로 추정되며, 이는 전 세계 유대인 인구의 10%에 해당한다. 21세기에는 프랑스가 유럽에서 가장 많은 유대인 인구를 보유하고 있으며, 그 뒤를 영국, 독일, 러시아, 우크라이나가 잇는다. 홀로코스트 이전에는 폴란드가 인구 비율로 볼 때 유럽에서 가장 많은 유대인 인구를 가지고 있었다. 그 다음은 리투아니아, 헝가리, 라트비아, 루마니아였다.

## 고대 시대

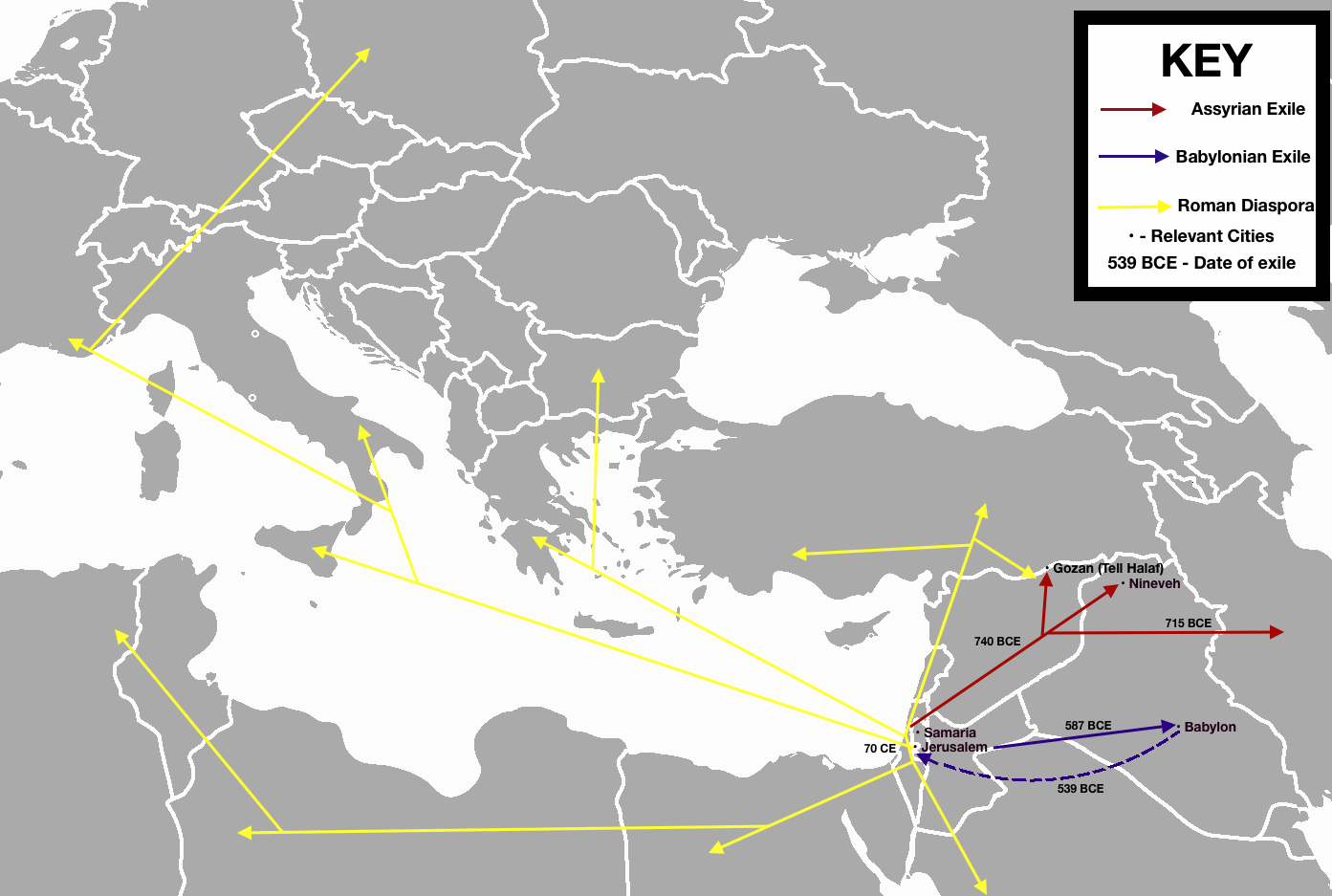
유대인의 고대 추방 및 강제 이주 경로

알렉산드리아에서 유래한 헬레니즘 유대교는 유대-로마 전쟁 이전부터 로마 제국 전역에 퍼져 있었다. 기원전 3세기 초부터 그리스(에게해의 그리스 섬들과 크레타 포함)에는 많은 유대인이 살았다. 그리스에서 유대교에 대한 최초의 기록은 기원전 300년에서 250년 사이 로도스섬에서 발견된다. 알렉산드로스 대왕의 정복 이후, 유대인들은 기대했던 기회를 찾아 중동에서 동부 지중해의 그리스 정착지로 이주했다. 이르면 기원전 2세기 중반에, 시빌라 신탁 제3권의 유대인 저자는 "선민"에게 말한다: "모든 땅과 모든 바다가 너로 가득하다." 스트라본, 필론, 세네카, 키케로, 요세푸스와 같은 가장 다양한 증인들은 모두 유대인 인구가 지중해 분지의 도시들에 존재했다고 언급한다. 그러나 이 시기의 대부분의 유대인 인구 중심지는 여전히 레반트에 있었고, 이집트의 알렉산드리아는 단연코 가장 중요한 유대인 공동체였으며, 필론 시대에는 유대인들이 도시의 다섯 구역 중 두 구역에 거주했다. 그럼에도 불구하고, 적어도 기원전 1세기부터 로마에 유대인 공동체가 존재했다는 기록이 있으며, 심지어 기원전 2세기 초에도 정착 공동체가 있었을 가능성이 있다. 기원전 139년에 법무관 히스파누스가 로마 시민이 아닌 모든 유대인을 추방하는 법령을 내렸기 때문이다.
기원전 27년 아우구스투스 황제 즉위 당시 로마에는 7,000명 이상의 유대인이 있었다. 이들은 아르켈라오스의 폐위를 요구하기 위해 온 사절단을 호위한 수였다. 유대인 역사가 요세푸스는 이미 서기 90년에 두 이스라엘 지파, 즉 유다와 베냐민이 유럽에 살고 있었음을 확인한다. 따라서 그는 그의 고대사에서 다음과 같이 썼다. "...아나톨리아와 유럽에는 로마인의 지배를 받는 두 지파만 있을 뿐이며, 열 지파는 지금껏 유프라테스강 너머에 있으며 엄청난 수이다." E. 메리 스몰우드에 따르면, 로마 시대에 남유럽에 유대인 정착지가 나타난 것은 대부분 상업적 기회로 인한 이주의 결과였을 가능성이 높으며, 그녀는 "서부에서 결국 알려지게 된 수많은 정착지에 대한 날짜나 기원은 지정할 수 없으며, 일부는 서기 66-70년과 132-135년의 반란 이후 유대인들이 흩어진 결과로 설립되었을 수 있지만, 기원전 4년에 증명된 포추올리 정착지처럼 많은 곳이 후기 공화정이나 초기 제국으로 거슬러 올라가 자발적인 이주와 무역 및 상업의 유혹에서 시작되었다고 추정하는 것이 합리적이다."라고 썼다.
많은 유대인들이 두 도시 간의 밀접한 무역 관계 때문에 알렉산드리아에서 로마로 이주했다. 로마인들이 기원전 63년에 예루살렘을 함락했을 때, 수천 명의 유대인 포로들이 유대에서 로마로 끌려와 노예로 팔렸다. 기원전 37년 헤로데 1세의 병력이 로마군의 도움을 받아 예루살렘을 함락한 후, 유대인들이 다시 노예로 로마에 끌려갔을 가능성이 높다. 기원전 53년에 작은 유대인 반란이 진압된 후 유대인 전쟁 포로들이 노예로 팔렸고, 일부는 남유럽으로 끌려갔을 것으로 알려져 있다. 노예가 된 유대인들은 자유를 얻은 후 테베레강 우안에 영구적으로 정착하여 상인으로 활동했으며, 일부는 나중에 북쪽으로 이주했다.
로마 제국 시대에 현재의 크로아티아에 유대인이 존재했던 시기는 2세기, 판노니아 속주에서는 3세기에서 4세기로 거슬러 올라간다. 2001년 카이저아우그스트(스위스)의 아우구스타 라우리카에서 발견된 메노라가 새겨진 손가락 반지는 게르마니아 수페리오르에 유대인이 존재했음을 증명한다. 루아르강 북쪽 또는 남부 갈리아의 도시들에서 발견된 증거는 5세기와 6세기로 거슬러 올라간다. 후기 고대에는 현대의 프랑스와 독일에 유대인 공동체가 발견되었다. 현대 러시아의 타만반도에서는 유대인의 존재가 1세기부터 거슬러 올라간다. 파나고리아에서 유대인의 존재에 대한 증거로는 메노라가 새겨진 비석과 시나고그를 언급하는 비문이 있다.
유럽에서의 유대인 박해는 나중에 라틴 기독교권의 땅(서기 8세기경)으로 알려지게 된 지역에 유대인들이 존재하면서 시작되었고, 현대 유럽까지 이어졌다. 신약성경에 따르면 유대인 기독교인이 박해를 받았을 뿐만 아니라, 역사적 사실로도 그러했다. 반유대적 포그롬은 예루살렘 (서기 325년), 페르시아 (서기 351년), 카르타고 (250년), 알렉산드리아 (415년)뿐만 아니라 이탈리아 (서기 224년), 밀라노 (서기 379년), 메노르카섬 (418년), 안티오키아 (489년), 다프네-안티오키아 (506년), 라벤나 (519년) 등에서도 발생했다. 기독교인과 유대인 사이의 적대감은 로마의 주권 하에서 그리고 그 이후 세대를 거듭하며 커졌다. 결국 강제 개종, 재산 몰수, 시나고그 방화, 추방, 화형, 노예화, 그리고 유대인(심지어 전체 유대인 공동체)에 대한 무법자 선언은 라틴 기독교권의 땅에서 수없이 일어났다.

## 중세 시대

1100년부터 1600년까지 유럽의 유대인 추방

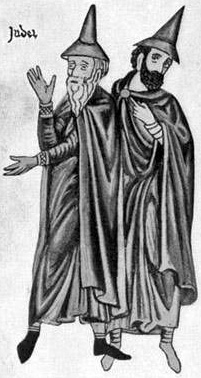
13세기 독일 유대인

중세 초기 시대는 유대인 문화가 번성했던 시기였다. 로마 제국의 마지막 몇 세기 동안 유대인과 기독교인의 삶은 "정반대 방향"으로 발전했다. 유대인의 삶은 자율적이고 분권화되었으며 공동체 중심이 되었다. 기독교인의 삶은 교황과 로마 황제의 최고 권위 아래 계층적 시스템이 되었다.
유대인의 삶은 민주적이라고 특징지을 수 있다. 탈무드의 랍비들은 신명기 29:9 "너희의 우두머리, 너희의 지파, 너희의 장로, 너희의 관리, 심지어 모든 이스라엘 남자들"과 "내가 너희에게 우두머리, 장로, 관리를 임명했지만, 너희는 모두 내 앞에서 평등하다" (탄후마)를 해석하여 정치적 권력 공유를 강조했다. 권력 공유는 책임도 수반했다. "너희는 모두 서로에게 책임이 있다. 너희 가운데 의로운 사람이 단 한 명이라도 있다면, 너희 모두는 그의 공로로 이득을 얻을 것이고, 너희뿐만 아니라 전 세계가 그러할 것이다... 그러나 너희 중 한 명이 죄를 지으면 온 세대가 고통받을 것이다."

### 중세 전기
중세 전기에도 라틴 기독교권 지역에서는 유대인 박해가 계속되었다. 서고트족이 보다 관용적인 비삼위일체주의 아리우스주의에서 엄격한 삼위일체주의 로마의 니케아 기독교로 개종한 후, 612년과 642년에 다시 서고트 제국에서 모든 유대인의 추방이 선포되었다. 가톨릭 메로베우스 왕조는 582년과 629년에 유대인에 대한 강제 개종을 명령했다. 가톨릭 톨레도 대교구 아래에서 여러 박해(633, 653, 693)와 유대인 화형(638)이 일어났다. 톨레도 왕국은 1368년, 1391년, 1449년, 1486-1490년에 이 전통을 이어갔으며, 강제 개종과 대량 살인을 포함했고, 1212년에는 톨레도 유대인에 대한 폭동과 학살이 있었다. 유대인 포그롬은 클레멘트 교구(프랑스, 554년)와 위제스 교구(프랑스, 561년)에서 발생했다.
유럽의 유대인들은 처음에는 주로 남유럽에 집중되어 있었다. 중세 성기와 중세 후기에 그들은 북쪽으로 이주했다. 8세기와 9세기 알프스산맥과 피레네산맥 북쪽에 유대인 공동체가 존재했다는 역사적 증거가 있다. 11세기에는 남유럽에서 온 유대인 정착민, 바빌론과 페르시아에서 온 유대인 이민자, 그리고 북아프리카에서 온 마그레브 유대인 상인들이 서유럽과 중앙 유럽, 특히 프랑스와 라인강 유역에 정착했다. 이러한 유대인 이주는 경제적 기회와 종종 지역 기독교 통치자들의 초대에 의해 동기 부여되었는데, 그들은 유대인들이 경제를 활성화하고, 수입을 늘리고, 무역을 확대할 수 있는 지식과 능력을 가지고 있다고 인식했다.

### 중세 성기
중세 성기에는 기독교 십자군의 맥락에서 유럽의 유대인 박해가 증가했다. 제1차 십자군 (1096년) 때 라인강과 도나우강 유역의 번성하는 공동체는 완전히 파괴되었다. 1096년 독일 십자군을 참조하라. 제2차 십자군 (1147년) 때 프랑스의 유대인들은 빈번한 학살의 대상이 되었다. 유대인들은 또한 1251년과 1320년의 목자 십자군에 의해 공격받았다. 십자군 이후에는 추방이 이어졌는데, 1290년 에드워드 1세 국왕의 추방 칙령에 의해 잉글랜드 왕국에서 모든 유대인이 추방되었다. 1394년에는 10만 명의 유대인이 프랑스에서 추방되었다. 1421년에는 수천 명이 오스트리아에서 강제 이주되었다. 추방된 유대인 중 다수는 폴란드로 도피했다. 많은 유대인들은 1492년 알람브라 칙령 이후 스페인에서도 추방되었다.
기독교 사회와의 관계에서 그들은 금융, 행정, 의학의 세 분야에서 제공하는 중요한 서비스 때문에 왕, 제후, 주교의 보호를 받았다. 성경에 관심 있는 기독교 학자들은 탈무드 랍비들과 상담하기도 했다. 이 모든 것은 로마 가톨릭 교회의 개혁과 강화, 그리고 경쟁적인 중산층, 도시 거주 기독교인들의 부상으로 바뀌었다. 1300년경에는 탁발승과 지역 사제들이 유대인들을 현대 복장으로 그리스도를 죽이는 모습으로 묘사하는 부활절 수난극을 사용하여 일반 대중에게 유대인을 미워하고 살해하도록 가르쳤다. 이때부터 박해와 추방이 풍토병처럼 퍼졌다. 십자군에 의한 박해, 추방, 학살의 결과로 유대인들은 점차 중부 및 동부 유럽으로 이주하여 폴란드, 리투아니아, 러시아에 정착했고, 그곳에서 더 큰 안전과 번영을 되찾았다.

### 중세 후기

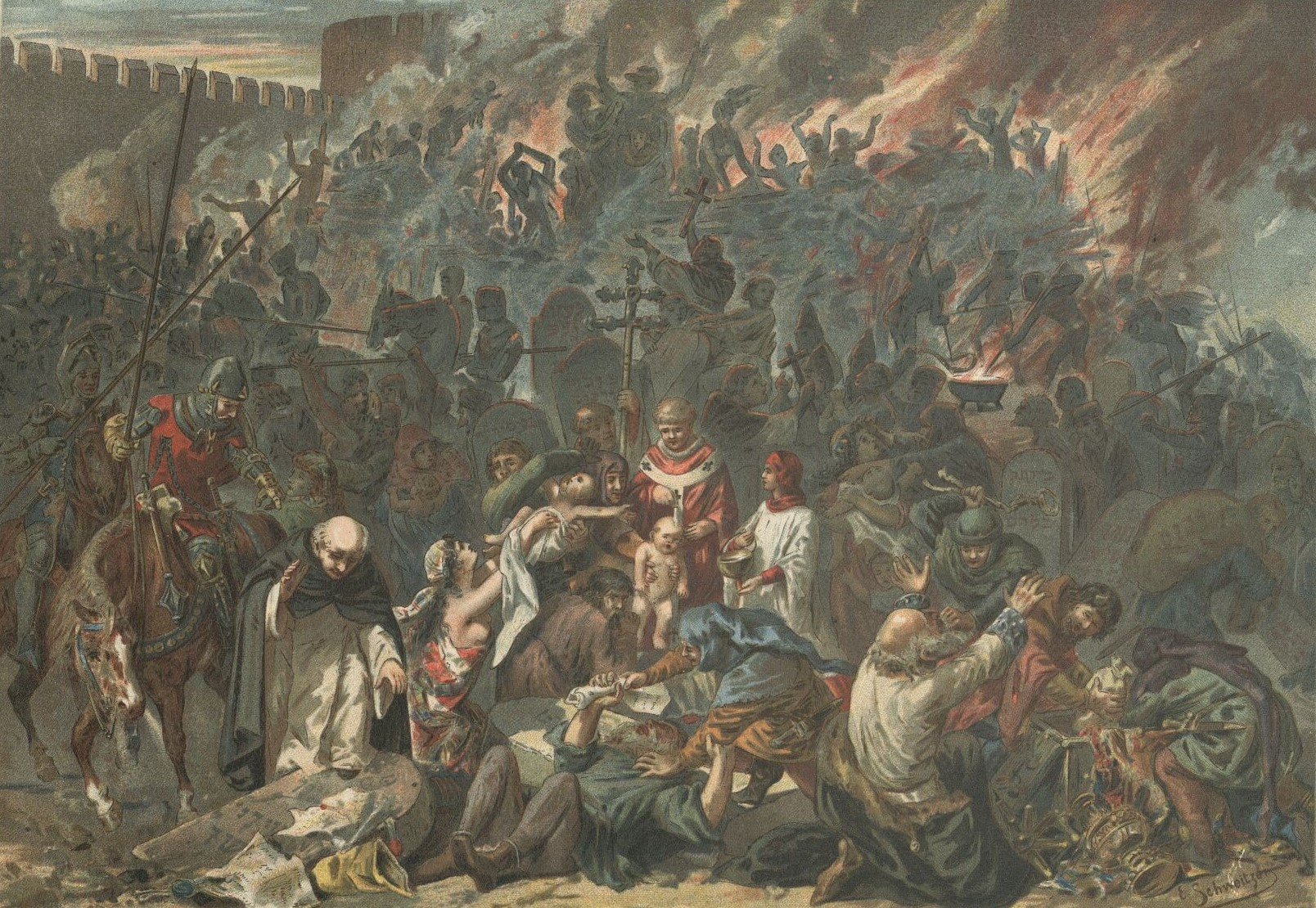
에밀 슈바이처의 스트라스부르 포그롬 (1349년)

중세 후기인 14세기 중반, 흑사병 유행은 유럽을 황폐화시켜 인구의 30~50%를 소멸시켰다. 유대인들이 더 나은 영양 상태와 위생 덕분에 비슷한 수로 감염되지 않았다는 것은 자주 회자되는 신화이지만, 유대인들은 비유대인 이웃들과 비슷한 수로 감염되었다. 그러나 그들은 여전히 속죄양이 되었다. 유대인들이 고의적으로 우물을 독살하여 질병을 유발했다는 소문이 퍼졌다. 수백 개의 유대인 공동체가 폭력으로 파괴되었다. 교황 클레멘스 6세가 1348년 7월 6일의 교황 칙서와 수개월 후인 1348년의 또 다른 교황 칙서로 그들을 보호하려고 노력했음에도 불구하고, 아직 전염병이 도달하지 않은 스트라스부르에서 900명의 유대인이 화형당했다. 유대인들에 대한 기독교의 성체 모독 및 피의 비방 고발이 이루어졌다. 이후 포그롬이 발생했으며, 유대인 공동체의 파괴는 중세 전역의 많은 순례 교회나 예배당(예: 바하르하흐, 오버베젤, 웜라트의 성 베르너 예배당, 바이에른의 데겐도르프 그나드)에 자금을 제공했다.
로마 가톨릭 제국과 페르시아 조로아스터교 제국의 외부 압력 속에서 유대인의 생존은 역사가들에게 '수수께끼'로 여겨진다.
살로 비트마이어 바론은 유대인의 생존을 다음 8가지 요인 덕분이라고 본다.
1. 메시야 신앙: 궁극적으로 긍정적인 결과와 에레츠 이스라엘로의 회복에 대한 믿음.
2. 내세의 교리가 점차 정교해짐: 유대인들은 이 세상의 고통을 받아들였고, 이는 외부의 개종 유혹에 저항하는 데 도움이 되었다.
3. 고통은 그들의 역사와 운명에 대한 희망을 불러일으키는 해석을 통해 의미를 얻었다.
4. 순교와 박해의 불가피성에 대한 교리는 이를 공동체 연대의 원천으로 전환시켰다.
5. 유대인의 일상생활은 매우 만족스러웠다. 유대인들은 유대인들 사이에서 살았다. 실제로 평생 동안 개인들은 몇 번의 극적인 경우에만 노골적인 박해를 경험했다. 유대인들은 대부분 모든 사람에게 영향을 미치고 이미 익숙해진 차별 속에서 살았다. 일상생활은 수많은 의식적 요구사항에 의해 규정되었으므로, 모든 유대인들은 하루 종일 끊임없이 하나님을 의식했다. "대부분의 경우, 그는 이 모든 것을 포괄하는 유대인의 삶의 방식이 너무나 만족스러워서 그 근본을 보존하기 위해 기꺼이 자신을 희생했다."[43] 우상 숭배를 거부하고, 돼지고기를 먹지 않고, 할례를 지키는 것과 같이 유대인들이 목숨을 바쳐 지킨 계명들은 가장 엄격하게 준수되었다.[44]
6. 로마 제국 후기와 페르시아 제국의 기업 발전 및 분리 정책은 유대인 공동체 조직을 강력하게 유지하는 데 도움이 되었다.
7. 탈무드는 유대인의 윤리, 법률 및 문화, 사법 및 사회 복지 시스템, 보편적 교육, 출생부터 사망까지의 강력한 가족 생활 및 종교 생활을 유지하는 데 매우 효과적인 힘을 제공했다.
8. 유대인 대중이 '하위 중산층'에 집중된 것,[45] 중산층의 성적 자제력이라는 미덕을 가짐. 금욕주의와 방탕 사이의 중간 경로가 있었다. 결혼은 민족적, 윤리적 삶의 기초로 간주되었다.

외부의 적대감은 유대인의 단결과 내부의 힘, 그리고 헌신을 더욱 공고히 하는 데 도움이 되었을 뿐이다.

### 이슬람 통치하의 이베리아 반도 유대인
스페인 유대 문화의 황금기는 이베리아 반도에 이슬람 통치가 있던 시기로, 유대인들이 일반적으로 사회에서 수용되었고 유대 종교, 문화, 경제 생활이 번성했던 시기를 일컫는다. 이 "황금기"는 8세기부터 12세기까지 다양하게 날짜가 매겨진다.
알안달루스는 중세 시대에 유대인 생활의 주요 중심지였으며, 중요한 학자들을 배출하고 가장 안정적이고 부유한 유대인 공동체 중 하나를 형성했다. 마이모니데스를 비롯한 여러 유명한 유대 철학자와 학자들이 이 시기에 번성했다.

## 근세
근세는 유럽 유대인에게 상당한 전환기였으며, 많은 기독교 왕국에서 강제 추방과 종교 박해가 있었지만, 유대인 인구에게 더 유리한 조건을 가져온 중요한 정치적, 문화적 변화가 있었다. 특히, 개신교 네덜란드 공화국은 종교적 관용을 핵심 가치로 삼아 건국되어 유대인들이 공개적으로 종교를 자유롭게 실천할 수 있었고, 유대인 상인들이 급성장하는 세계 경제에서 동등하게 경쟁할 기회가 있었다. 문화적으로는 유대인들이 예술에서 묘사되는 방식에 변화가 있었는데, 특히 17세기에 그러했다. 중세 시대에 유대인에 대한 경멸적인 유형화가 완전히 사라진 것은 아니지만, 이제는 유대인의 종교적 예배와 일상생활을 솔직하게 묘사하는 장면들이 등장하여 서유럽 사회의 더 관용적인 태도를 보여주었다. 이 시기가 끝나갈 무렵, 프랑스 혁명은 유대인에 대한 제한을 폐지하고 그들을 완전한 시민으로 만들었다.

### 가톨릭 스페인과 포르투갈

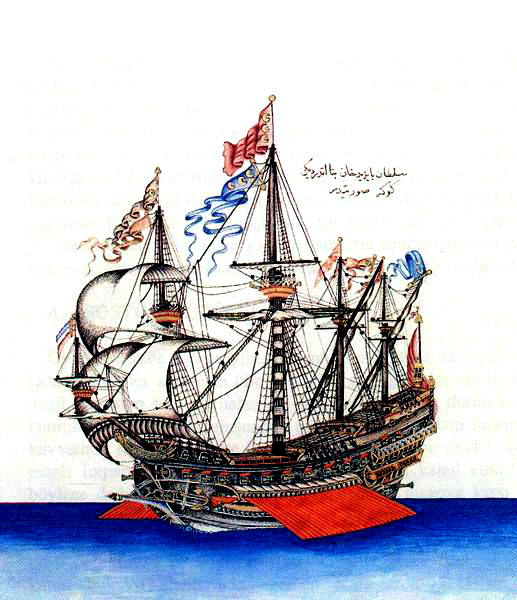
바예지드 2세 술탄은 1492년 케말 레이스를 보내 스페인 이단심문소로부터 아랍인과 세파르딤을 구하고, 그들이 오스만 제국에 정착하는 것을 허락했다.

1492년 페란도 2세와 이사벨에 의해 스페인 이베리아 반도의 마지막 무슬림 왕국인 그라나다 왕국이 정복자 가톨릭 군주에게 함락되면서 스페인에 종교적 변화의 시대가 시작되었다. 이미 유대인들이 기독교로 개종하도록 상당한 압력이 있었고, 그들의 개종이 진실하고 정통적인지 감시하기 위해 1478년 스페인 이단심문소가 설립되었다. 이단심문소는 이사벨 2세의 통치 기간인 1834년까지 확정적으로 폐지되지 않았다.
이단심문은 교회 법정으로, 세례받은 기독교인들에게만 관할권이 있었다. 기독교로 개종한 사람들(콘베르소 또는 마라노)이 조사를 받았다. 1492년의 알람브라 칙령은 유대인들에게 머물면서 세례를 받고 기독교인이 되거나 즉시 떠날지를 결정하도록 강요했으며, 종종 상당한 경제적 자원을 몰수당하고 남아있는 친척들과의 관계도 단절되었다. 일부는 오스만 제국으로 떠났는데, 그곳에서는 무슬림 권위 아래에서 이전 무슬림 이베리아에서 행사했던 특별한 권리를 계속 누릴 수 있었다. 더 많은 스페인 유대인들은 인접한 포르투갈 왕국으로 떠났는데, 그곳에도 많은 유대인 인구가 거주하고 있었다. 그러나 1496-97년에 포르투갈의 유대인들은 기독교로 개종하도록 강요받았지만, 스페인과 달리 포르투갈 이단심문소는 없었으며 1536년까지 설립되지 않았다.

### "네덜란드 예루살렘"으로서의 암스테르담

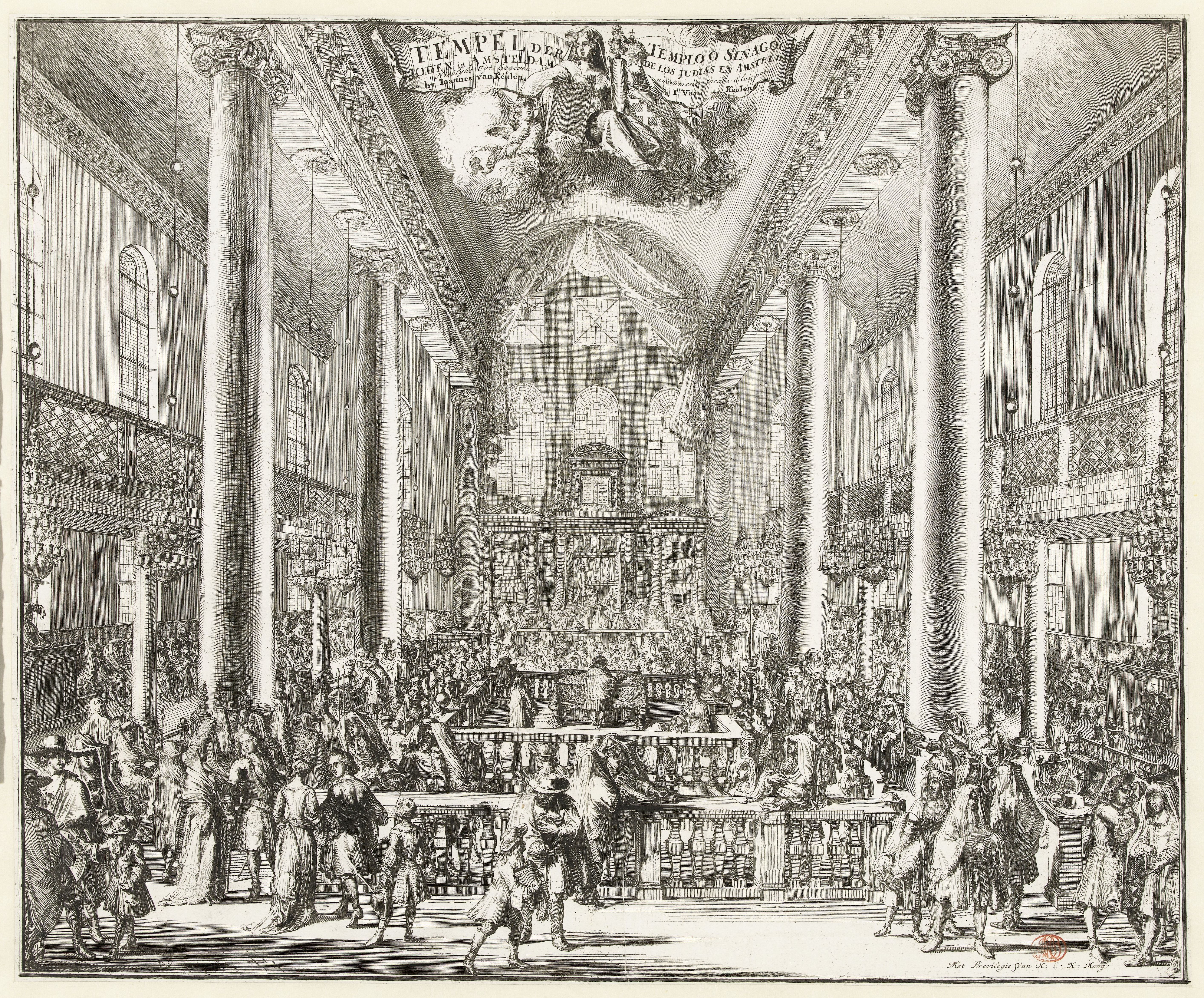
로마인 데 호흐가 그린 1695년 암스테르담의 포르투갈 시나고그 내부

네덜란드 공화국이 네덜란드 독립 전쟁에서 가톨릭 스페인에 반란을 일으키자, 가톨릭으로 개종을 강요받았던 포르투갈과 스페인 유대인들(콘베르소 또는 마라노)이 네덜란드 북부 지방으로 이주하기 시작했다. 종교적 관용, 즉 방해받지 않고 종교를 실천할 수 있는 양심의 자유는 네덜란드 개신교의 핵심 가치였다. 이들 세파르디 이주민들은 암스테르담에 번성하는 공동체를 세웠고, 이곳은 "네덜란드 예루살렘"으로 알려지게 되었다. 세파르디 회중 세 곳이 합쳐져 거대한 포르투갈 시나고그를 지었고, 1675년에 개관했다. 번성하는 유대인 상인들은 성공한 비유대인 상인들 사이에 화려한 주택을 지었는데, 이는 유대인들이 특정 주거 지역에 제한되지 않았기 때문이었다. 이베리아 유대인들은 자신들을 "포르투갈 민족의 히브리인"이라고 부르며 유대인으로서의 정체성과 포르투갈 민족으로서의 정체성을 강하게 가졌다. 암스테르담의 포르투갈 유대인 상인들은 아메리카 대륙에 거대한 무역 네트워크를 구축했으며, 포르투갈 유대인들은 카리브해와 브라질로 이주했다. 아슈케나짐도 암스테르담에 정착했지만, 일반적으로 세파르딤보다 가난했고 그들의 자선에 의존했다. 그러나 17세기 후반 암스테르담의 번영은 흔들렸고, 세파르딤의 재산과 수도 줄어든 반면, 아슈케나짐의 수는 계속 증가하여 그 이후로 네덜란드를 지배하게 되었다.

### 영국이 유대인 정착에 다시 문을 열다
잉글랜드는 1290년에 소규모 유대인 인구(약 2,000명)를 추방했지만, 17세기에는 저명한 포르투갈 유대인 랍비 메나세 벤 이스라엘이 올리버 크롬웰에게 유대인들이 잉글랜드에서 살고 일할 수 있도록 허락해달라고 청원했다. 잉글랜드에 현대 유대인들이 존재하게 된 것은 1656년부터이다. 16세기에는 일부 상인들이 신흥 기독교인(개종한 유대인)이었지만, 17세기 이후에야 잉글랜드인들이 유대인 재정착 아이디어를 받아들이게 되었다. 잉글랜드로 이주한 사람들은 암스테르담의 세파르딤 출신으로, 그들은 종교적으로 관용적인 네덜란드 공화국에서 유대인으로서 공개적으로 살았으며, 대서양 세계의 국제 무역에서 상인으로서 번성했다.

### 유대인 공동체의 중심지로서의 폴란드

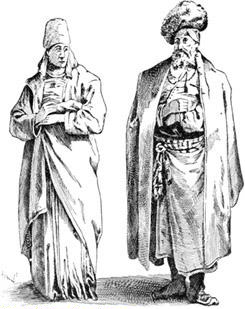
폴란드, 1765년경의 유대인 부부

1492년 스페인에서 유대인이 추방되고, 오스트리아, 헝가리, 독일에서도 추방되면서, 유대인들은 훨씬 더 관용적인 폴란드로 광범위하게 이주하게 되었다. 사실 스페인에서 유대인이 추방되면서 폴란드는 유럽 다른 지역에서 온 망명자들의 안식처로 인정받게 되었고, 그 결과 폴란드 유대인의 수가 늘어나면서 폴란드는 유럽 유대인의 문화적, 영적 중심지가 되었다.
폴란드 유대인들에게 가장 번성했던 시기는 지그문트 1세 (재위 1506–1548)의 통치와 함께 이러한 새로운 유대인 유입 이후 시작되었는데, 그는 자신의 왕국에서 유대인들을 보호했다. 그의 아들 지그문트 2세 아우구스트 (재위 1548–1572)는 대체로 아버지의 관용 정책을 따랐고, 또한 유대인들에게 공동체 행정에 대한 자율권을 부여하여 카할 또는 자율적인 유대인 공동체의 권력의 토대를 마련했다. 이 시기에는 폴란드가 "유대인을 위한 천국"이라는 속담이 생겨났다. 일부 자료에 따르면, 16세기 중반까지 유럽 전체 유대인의 약 4분의 3이 폴란드에 살았다. 16세기 중반, 폴란드는 이탈리아와 튀르키예에서 온 유대인 이주민들을 환영했는데, 주로 세파르딤 출신이었다. 오스만 제국에서 온 이민자 중 일부는 미즈라힘이라고 주장하기도 했다. 유대인의 종교 생활은 많은 폴란드 공동체에서 번성했다. 1503년, 폴란드 군주는 랍비 야코브 폴라크를 폴란드의 공식 랍비로 임명하여 최고 랍비직의 등장을 알렸다. 1550년경, 많은 세파르딤 유대인들이 유럽 전역을 여행하여 폴란드에서 안식처를 찾았다. 따라서 폴란드 유대인들은 아슈케나지, 세파르디, 미즈라히를 포함한 다양한 민족적 기원을 가졌다고 한다. 16세기와 17세기 동안 폴란드는 유럽 전체에서 가장 큰 유대인 인구를 가지고 있었다.
1551년까지 폴란드 유대인들은 자신들의 최고 랍비를 선택할 수 있는 허가를 받았다. 최고 랍비직은 법률과 재정에 대한 권한을 가졌으며, 판사와 다른 관리들을 임명했다. 다른 권한은 지역 의회와 공유되었다. 폴란드 정부는 랍비직이 권한을 확대하는 것을 허용하고 이를 세금 징수 목적으로 사용했다. 랍비직이 모금한 돈의 30%만이 유대인 공동체로 돌아갔다. 나머지는 보호 명목으로 왕실에 들어갔다. 이 시기에 폴란드-리투아니아는 아슈케나지 유대교의 주요 중심지가 되었으며, 그들의 예시바는 16세기 초부터 명성을 얻었다.
16세기 저명한 탈무드학자인 모제스 이세르레스 (1520–1572)는 크라쿠프에 예시바를 설립했다. 이세르레스는 저명한 탈무드 및 법률 학자일 뿐만 아니라 카발라에도 박식했으며, 역사, 천문학, 철학을 공부했다.
폴란드 유대인 공동체의 문화와 지적 생산은 유대교 전체에 지대한 영향을 미쳤다. 일부 유대인 역사가들은 폴란드라는 단어가 히브리어로 폴라니아(Polania) 또는 폴린(Polin)으로 발음되며, 히브리어로 전사되었음을 설명했다. 폴란드에 대한 이 이름들은 "좋은 징조"로 해석되었는데, 폴라니아는 히브리어 세 단어: po("여기"), lan("거한다"), ya("하느님")로, 폴린은 두 단어: po("여기") lin("[너희는] 거해야 한다")로 나눌 수 있기 때문이다. 이 "메시지"는 폴란드가 유대인들에게 좋은 곳이 될 운명이라는 것이었다. 지그문트 1세의 통치 시기부터 홀로코스트까지 폴란드는 유대 종교 생활의 중심에 있었다.
예시바는 저명한 공동체에서 랍비들의 지휘 아래 설립되었다. 이러한 학교들은 공식적으로 김나지움으로 알려졌고, 그들의 랍비 교장들은 학장으로 불렸다. 크라쿠프, 포즈난 및 다른 도시들에는 중요한 예시바들이 존재했다. 유대인 인쇄소는 16세기 첫 사분기에 생겨났다. 1530년, 히브리어 모세오경 (토라)이 크라쿠프에서 인쇄되었고, 16세기 말에는 그 도시와 루블린의 유대인 인쇄소에서 주로 종교적인 성격의 많은 유대인 책들이 출판되었다. 폴란드에서 탈무드 학문의 성장은 폴란드 유대인들의 번영과 일치했다. 그리고 그들의 공동체 자율성 때문에 교육 발전은 전적으로 편향적이고 탈무드적 방향으로 이루어졌다. 그러나 유대인 청년들이 유럽 대학에서 세속 교육을 추구한 예외적인 경우도 기록되어 있다. 학식 있는 랍비들은 단순히 율법을 해설하는 자가 아니라 영적 지도자, 교사, 판사, 입법자가 되었고, 그들의 권위는 공동체 지도자들이 유대 법률의 난해한 질문들을 숙지하도록 강요했다. 폴란드 유대교는 가정, 학교, 시나고그에서 그 영향이 느껴지는 탈무드 및 랍비 문학의 정신에 의해 삶의 관점이 형성되었다.

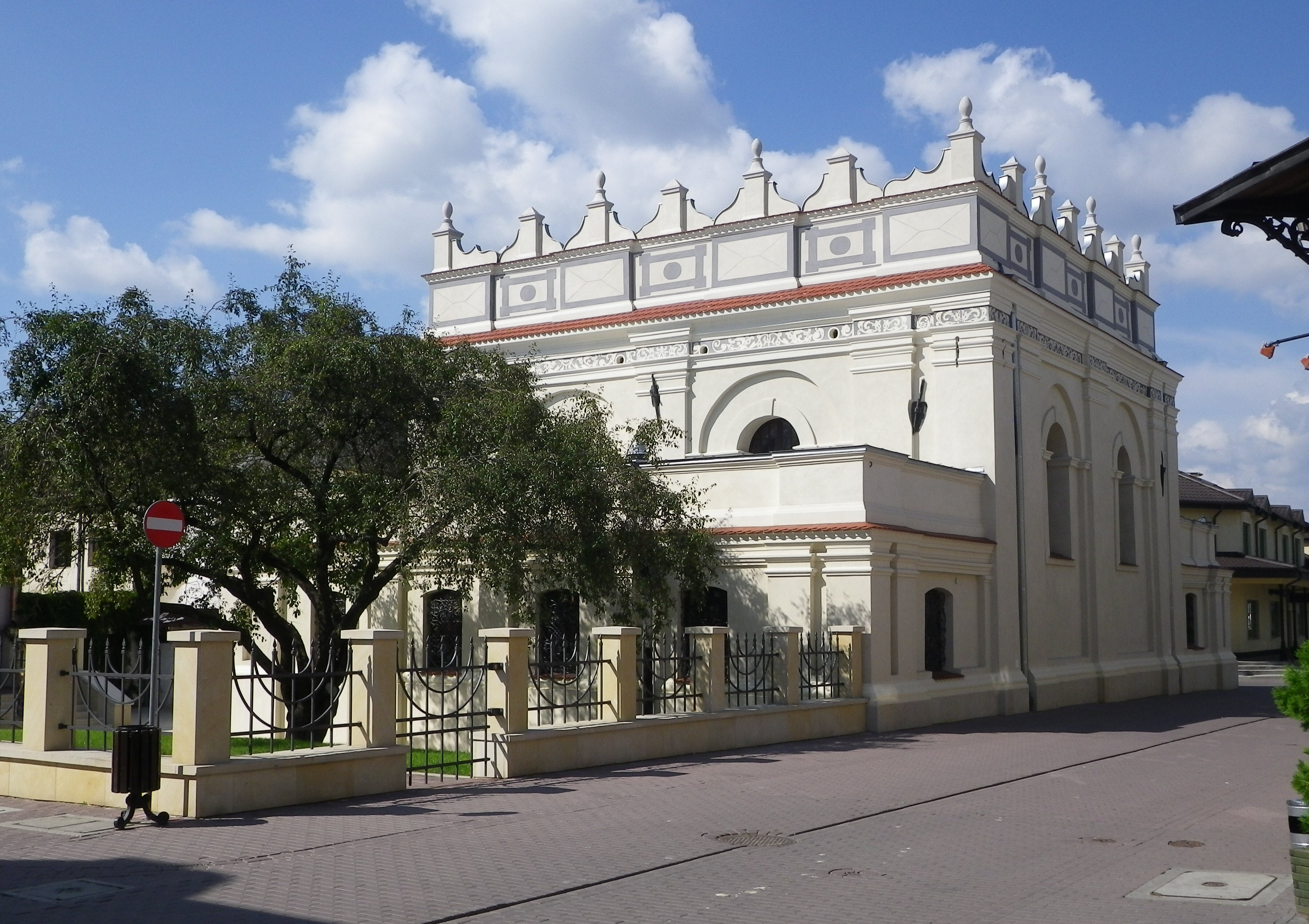
폴란드 자모슈치의 후기 르네상스 시나고그 (1610–1620)

16세기 전반에 걸쳐 탈무드 학문의 씨앗은 보헤미아, 특히 필풀("날카로운 추론")의 창시자인 야코브 폴락의 학파로부터 폴란드로 이식되었다. 폴락의 제자인 샬롬 샤크나 (1500년경 – 1558년)는 폴란드 탈무드 학문의 개척자 중 한 명으로 손꼽힌다. 그는 루블린에서 살다 죽었는데, 그곳에서 그는 다음 세기의 랍비 유명인사들을 배출한 예시바의 수장이었다. 샤크나의 아들 이스라엘은 아버지가 죽은 후 루블린의 랍비가 되었고, 샤크나의 제자인 모제스 이세르레스 (레마로 알려짐) (1520–1572)는 슐한 아루흐를 아슈케나지 공동체의 필요에 맞게 개작한 마파의 저자로서 유대인들 사이에서 국제적인 명성을 얻었다. 그의 동시대인이자 서신 교환자였던 루블린의 솔로몬 루리아 (1510–1573) 또한 그의 동료 유대인들 사이에서 널리 인기를 누렸고, 두 사람의 권위는 유럽 전역의 유대인들에게 인정받았다. 격렬한 종교적 논쟁이 흔했으며, 유대인 학자들이 참여했다. 동시에 카발라는 랍비 유대교의 보호 아래 뿌리를 내렸고, 모르데카이 야페와 요엘 시르키스와 같은 학자들이 그 연구에 몰두했다. 이 위대한 랍비 학문의 시기는 흐멜니츠키 봉기와 스웨덴 대홍수로 인해 중단되었다.

#### 하시디즘의 성장

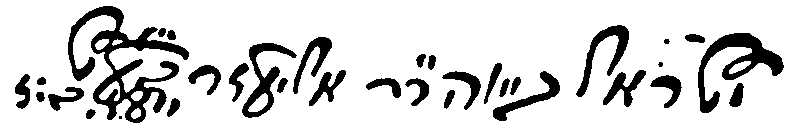
이스라엘 벤 엘리에제르의 서명

흐멜니츠키 봉기부터 대홍수 시기(1648–1658) 이후까지 10년은 폴란드-리투아니아 유대인의 사회생활뿐만 아니라 영적 생활에도 깊고 지속적인 인상을 남겼다. 폴란드 유대인의 지적 생산은 감소했다. 그 시기까지 대다수 사람들의 공통 소유였던 탈무드 학습은 소수의 학생들만이 접근할 수 있게 되었다. 종교 연구는 지나치게 형식화되었고, 일부 랍비들은 종교법에 대한 사소한 논쟁에 몰두했으며, 다른 이들은 탈무드의 다양한 부분에 대한 주석을 썼는데, 여기에는 논쟁을 유발하고 토론되는 모발 같은 사소한 주장들이 제기되었고, 때로는 이러한 주장들이 실제로는 중요하지 않은 문제들을 다루기도 했다. 동시에 폴란드 유대인들 사이에는 많은 기적 행위자들이 나타났고, 이는 일련의 거짓 "메시아" 운동으로 절정에 달했는데, 가장 유명한 것은 사바타이주의와 프랑크주의였다.
이러한 신비주의와 지나치게 형식적인 랍비주의의 시대에 이스라엘 벤 엘리에제르의 가르침이 등장했는데, 그는 바알 솀 토브(BeShT)로 알려져 있으며 (1698–1760), 이는 중앙유럽과 특히 폴란드의 유대인들에게 지대한 영향을 미쳤다. 그의 제자들은 카발라에 기반한 새로운 열정적인 유대교 분파인 하시딤을 가르치고 격려했다. 폴란드 국경 안팎에서의 하시딤의 등장은 전 세계 하레디파의 성장에 큰 영향을 미쳤으며, 하바드-루바비치, 알렉산데르, 보보브, 게르, 나드보르나 등 많은 하시드 왕조를 통해 지속적인 영향을 미쳤다. 폴란드 출신 최근 랍비로는 하바드 루바비치 하시드 운동의 여섯 번째 수장인 랍비 요세프 이츠하크 슈니어손 (1880–1950)이 있는데, 그는 1940년 바르샤바에서 미국으로 루바비치를 옮기기 전까지 바르샤바에 살았다.

## 현대 시대, 1750년에서 1930년

### 유대인 해방

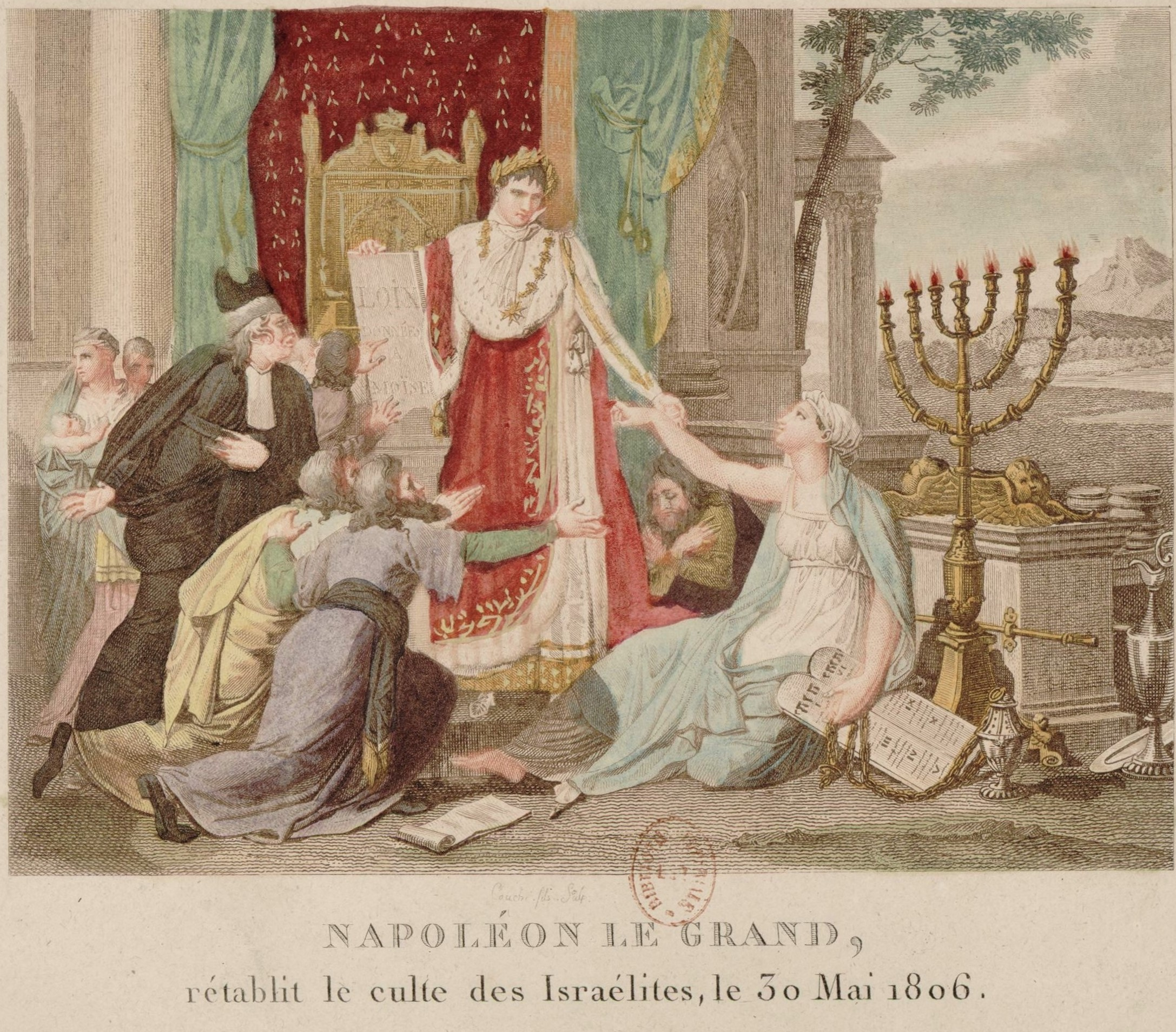
1806년 프랑스 판화는 나폴레옹 보나파르트가 유대인들을 해방시키는 모습을 묘사한다.

프랑스 혁명의 평등주의 원칙의 일환으로, 유대인들은 아무런 제한 없이 완전한 시민이 되었다. 나폴레옹은 그의 군대가 정복한 곳에서 평등주의 원칙을 확대했다. 종교적 관용의 전통이 잘 확립된 네덜란드조차도 프랑스의 지배를 받게 되자, 유대 종교 지도자들은 자율적인 공동체에서 더 이상 권한을 행사할 수 없었다. 이른바 유대인 문제는 유럽 국가들에서 유대인들의 위치에 대한 잠재적인 새로운 비전을 활발하게 탐구하는 것이었다. 유대인 계몽주의는 유대인 정체성에 관한 다양한 질문에 대한 중요한 지식과 추측을 생산했다. 주요 인물은 독일 유대인 철학자 모제스 멘델스존이었다.

### 유대인 인구의 변화하는 조건

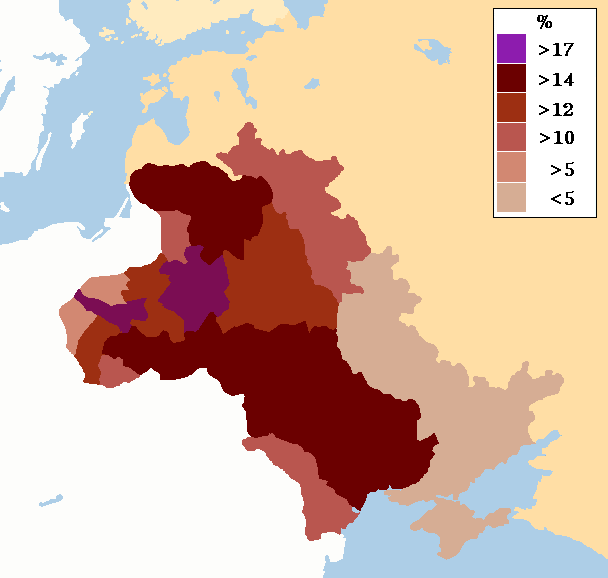
1905년경 러시아 제국 내 유대인 거주 구역과 폴란드 입헌왕국의 유대인 인구 비율 지도

19세기 후반부터 20세기 초반까지 폴란드를 합병한 후 러시아는 유럽에서 가장 많은 유대인 인구를 가진 국가였다. 1897년 러시아 인구 조사에 따르면, 러시아의 총 유대인 인구는 510만 명으로, 전체 인구의 4.13%를 차지했다. 이 중 대다수는 유대인 거주 구역 내에 살았다. 유대인들은 광범위한 차별과 억압에 직면했다. 차르 군주국은 노골적으로 반유대주의적이었고, 19세기 후반부터 거대한 제국의 서부 지역 전역에서 유대인을 대상으로 한 대규모 폭력 시위인 다양한 포그롬이 발생하여, 여러 명의 사망자와 이주 물결을 초래했다.
동유럽의 어려운 상황과 다른 곳에서 상황을 개선할 가능성은 서유럽으로의 유대인 이주를 촉발시켰다. 특히 유대인들이 이미 종교적 관용의 환경에서 살고 있는 네덜란드와 영국은 가난한 동유럽 유대인들에게 더 많은 경제적 기회를 제공했다. 영국에서는 유대인 정착이 다시 시작된 후 18세기에 작은 공동체였던 원래의 세파르딤 유대인 은행가와 브로커 공동체가 19세기 전반 2/3 동안 번성하는 공동체로 성장했다. 19세기 후반부터 제1차 세계 대전 발발까지, 잘 통합되었던 영국 태생의 유대인들은 이제 더 가난하고 종교적인 동유럽 유대인들이 대거 정착하는 물결을 겪었다. 네덜란드는 이미 17세기부터 주로 독일에서 동유럽 유대인들의 이주를 경험했다. 17세기에는 포르투갈어를 사용하는 유대인들이 경제적, 문화적으로 지배적이었지만, 그들의 수는 감소하고 경제적 영향력도 줄어든 반면, 더 가난한 아슈케나지 인구는 증가하여 이후로도 수적으로 우위를 점했다.
헝가리에서는 19세기 초 개혁 시대에 진보적인 귀족들이 헝가리 유대인의 해방과 같은 많은 혁신 목표를 설정했다. 헝가리 유대인들은 산업 및 무역 발전에서 중요한 역할을 맡아 경제에 기여할 수 있었다. 예를 들어, 이삭 뢰비 (1793–1847)는 1835년에 이전에 구입한 토지에 가죽 공장을 설립하고, 길드로부터 독립된 자치권, 종교적 평등, 산업적 자유를 가진 새롭고 현대적인 도시를 건설했다. 우이페슈트(신 페슈트)라는 이름이 붙은 이 도시는 곧 매우 중요한 정착지가 되었다. 첫 번째 시나고그는 1839년에 지어졌다. (현재 수도의 4번째 구역인 우이페슈트는 부다페스트의 북부에 위치한다. 홀로코스트 기간 동안 이곳에서 2만 명의 유대인이 추방되었다.) 모르 피셔 파르카시 (1800–1880)는 1839년 헤렌드에 세계적으로 유명한 도자기 공장을 설립했으며, 그들의 고급 도자기는 특히 빅토리아 여왕의 식탁을 장식했다.

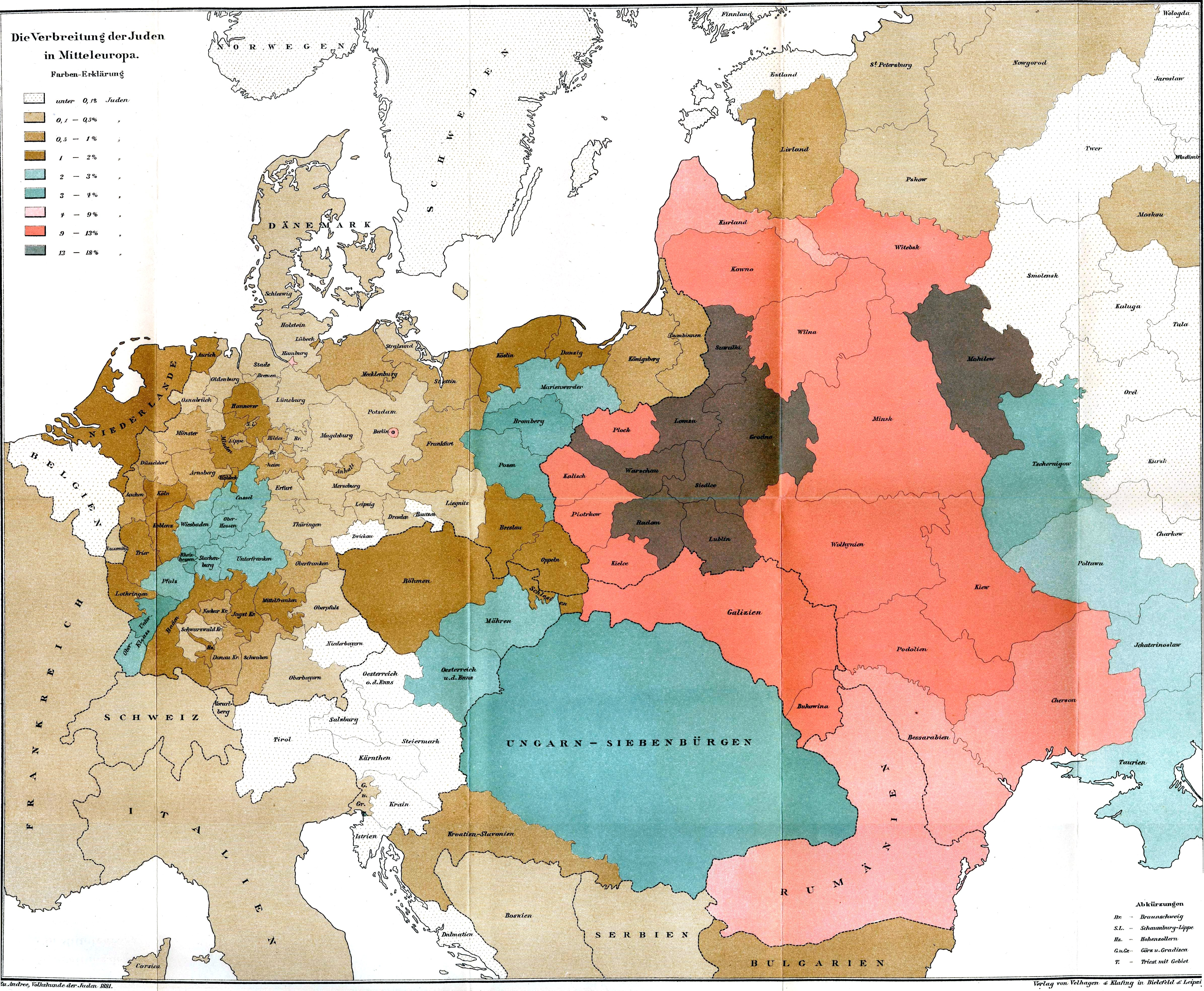
중앙유럽의 유대인 (1881년)

1870년까지 존재했던 교황령에서는 유대인들이 게토라고 불리는 특정 지역에만 살도록 요구되었다. 1840년대까지 그들은 정기적으로 기독교로의 개종을 촉구하는 설교에 참석해야 했다. 기독교로 개종한 유대인들을 위한 주립 기숙학교를 지원하기 위해 유대인들에게만 세금이 부과되었다. 기독교에서 유대교로 개종하는 것은 불법이었다. 때때로 유대인들은 비자발적으로 세례를 받았고, 그러한 세례가 불법일 때조차 기독교를 강제로 실천해야 했다. 많은 경우에 국가는 그들을 가족과 분리시켰다. 19세기 후반 교황령에서 가톨릭 신자들과 유대인들 사이의 가장 널리 알려진 적대 사례 중 하나에 대한 설명은 에드가르도 모타라를 참조하라.

### 유럽에서 유대인의 이주
19세기 유대인 해방 이후, 유럽 유대인들은 더 나은 기회를 추구하고 포그롬을 포함한 종교적 박해를 피하며 폭력을 피해 엄청난 수로 유럽 대륙을 떠났고, 특히 미국과 다른 몇몇 나라로 향했다. 19세기 초부터 중반까지 미국으로 온 유대인들은 대부분 중앙 유럽 출신이었으며, 특히 바이에른주, 서부 프로이센, 포젠 출신이었다. 그들은 가장 가난한 사람들 중에는 속하지 않았고, 상당수는 가족 단위(남편, 아내, 자녀)로 왔다. 비유대인 독일인들도 유럽의 상황과 미국의 더 나은 조건에 대한 유혹 때문에 같은 시기에 대거 이주했다. 비유대인 독일인들의 이주 수는 줄어들기 시작했지만, 유대인 이주는 20세기까지 강세를 유지했으며, 약 25만 명이 이주한 것으로 추정된다. 일부 유대인들은 유럽 열강이 통치하는 팔레스타인으로 이주했고, 제2차 세계 대전 이후 유럽 유대인들은 새로 건국된 이스라엘로 이주했다.

### 시온주의

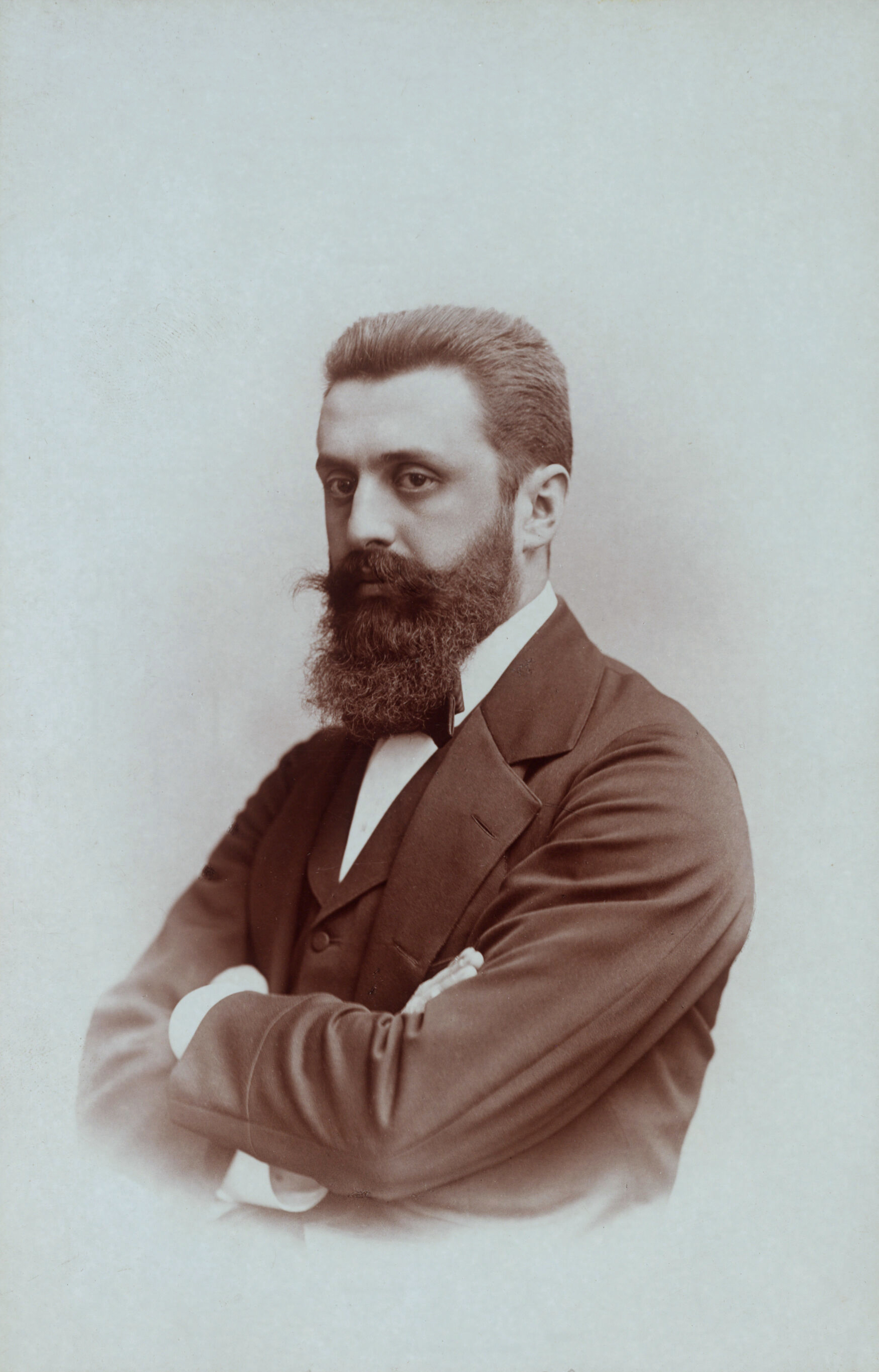
테오도어 헤르츨은 근대 시온주의 운동의 창시자였으며 미래의 독립적인 유대 국가 건국을 구상했다.

시온주의 운동은 19세기 후반에 시작되었다. 1883년 나탄 비른바움은 빈에서 최초의 유대인 학생회인 카디마를 창립했다. 1884년에는 비른바움 자신이 인쇄한 《셀프 해방》(Selbstemanzipation)의 첫 호가 발행되었다.
1894년 프랑스에서 발발한 드레퓌스 사건은 해방된 유대인들에게 깊은 충격을 주었다. 계몽과 자유의 고향으로 여겨지던 나라에서의 반유대주의의 깊이는 많은 이들로 하여금 유럽에서의 미래 안전에 의문을 제기하게 했다. 이 사건을 목격한 사람들 중에는 오스트리아-헝가리 출신의 (부다페스트에서 태어나 빈에서 살았던) 유대인 언론인 테오도어 헤르츨이 있었는데, 그는 1896년에 그의 소책자 《유대인 국가》("Der Judenstaat")를 출판했고, 1897년에는 《오래된 새 땅》(Altneuland)을 출판했다. 그는 이 사건을 개인적인 전환점으로 묘사했다. 사건 이전에는 헤르츨이 반시온주의자였지만, 이후에는 열렬한 시온주의자가 되었다. 19세기 독일 민족주의 사상에 따라 헤르츨은 유대 민족을 위한 유대 국가를 믿었다. 그렇게 되면 유대인들은 다른 모든 민족처럼 될 수 있고, 반유대주의는 사라질 것이라고 그는 주장했다.
헤르츨은 정치적 시온주의에 새로운 실용적인 긴급성을 불어넣었다. 그는 세계 시온주의 기구를 설립하고, 나탄 비른바움과 함께 1897년 바젤에서 제1차 시온주의 대회를 계획했다. 처음 4년 동안 세계 시온주의 기구(WZO)는 매년 회의를 개최했고, 그 후 제2차 세계 대전까지는 격년으로 모였다. 전쟁 이후로는 4년마다 대회가 열리고 있다.

### 종교 단체
1868/69년에 세 가지 주요 유대인 조직이 설립되었다. 가장 큰 집단은 보다 현대적인 회중 또는 개혁 유대인이었고, 매우 전통적인 사고방식을 가진 사람들은 정통 운동에 가입했으며, 보수주의자들은 현상 유지 조직을 형성했다. 개혁파의 대 시나고그는 1859년에 도하니 거리에 이미 지어져 있었다. 주요 현상 유지 사원인 근처의 룸바흐 거리 시나고그는 1872년에 건설되었다. 부다페스트 정통파 시나고그는 카진치 거리에 있으며, 정통파 공동체 본부와 미크바도 함께 있다.
1923년 5월, 미하엘 하이니슈 대통령이 참석한 가운데 오스트리아 빈의 호프부르크에서 제1차 세계 유대인 여성 회의가 개막되었다.

### 인구 통계
1933년경의 전간기 유럽 유대인 인구 추정치:
| 국가              | 유대인 인구 | 전국 인구의 % | 유럽 전체 유대인 인구의 % |
| ----------------- | ----------- | ------------- | ------------------------- |
| 알바니아          | 200         | 0.0           | 0.0                       |
| 오스트리아        | 191,000     | 2.8           | 2.1                       |
| 벨기에            | 60,300      | 0.7           | 0.7                       |
| 불가리아          | 48,500      | 0.8           | 0.5                       |
| 체코슬로바키아    | 357,000     | 2.4           | 3.9                       |
| 단치히 자유시     | 10,000      | 3.6           | 0.1                       |
| 덴마크            | 5,700       | 0.1           | 0.1                       |
| 에스토니아        | 4,600       | 0.4           | 0.1                       |
| 핀란드            | 1,800       | 0.1           | 0.0                       |
| 프랑스            | 250,000     | 0.6           | 2.8                       |
| 독일              | 525,000     | 0.8           | 5.7                       |
| 그리스            | 73,000      | 1.2           | 0.8                       |
| 헝가리            | 445,000     | 5.1           | 4.9                       |
| 아이슬란드 왕국   | 10          | 0.0           | 0.0                       |
| 아일랜드          | 3,600       | 0.1           | 0.0                       |
| 이탈리아          | 48,000      | 0.1           | 0.5                       |
| 라트비아          | 95,600      | 4.9           | 1.0                       |
| 리투아니아        | 155,000     | 7.6           | 1.7                       |
| 룩셈부르크        | 1,200       | 0.4           | 0.0                       |
| 모나코            | 300         | 1.4           | 0.0                       |
| 네덜란드          | 156,000     | 1.8           | 1.7                       |
| 노르웨이          | 1,400       | 0.1           | 0.0                       |
| 폴란드            | 3,000,000   | 9.5           | 32.7                      |
| 포르투갈          | 1,200       | 0.0           | 0.0                       |
| 루마니아          | 756,000     | 4.2           | 8.3                       |
| 스페인            | 4,000       | 0.0           | 0.0                       |
| 소련              | 2,525,000   | 3.4           | 27.6                      |
| 스웨덴            | 6,700       | 0.1           | 0.1                       |
| 스위스            | 21,000      | 0.5           | 0.2                       |
| 튀르키예          | 50,000      | 0.7           | 0.5                       |
| 영국              | 300,000     | 0.7           | 3.3                       |
| 유고슬라비아 왕국 | 68,000      | 0.5           | 0.7                       |

## 제2차 세계 대전과 홀로코스트

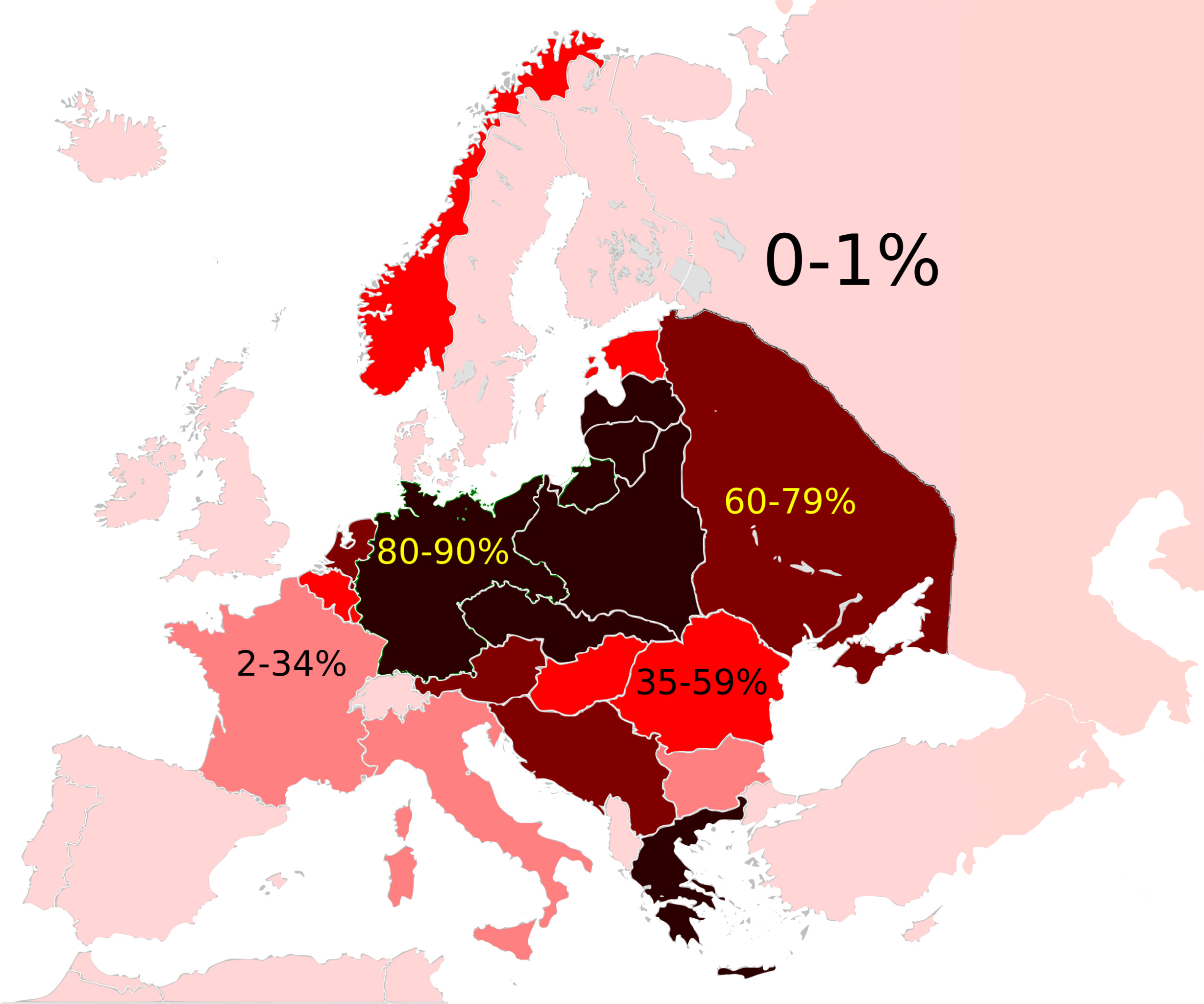
홀로코스트 전 유대인 인구 대비 사망자 수 백분율

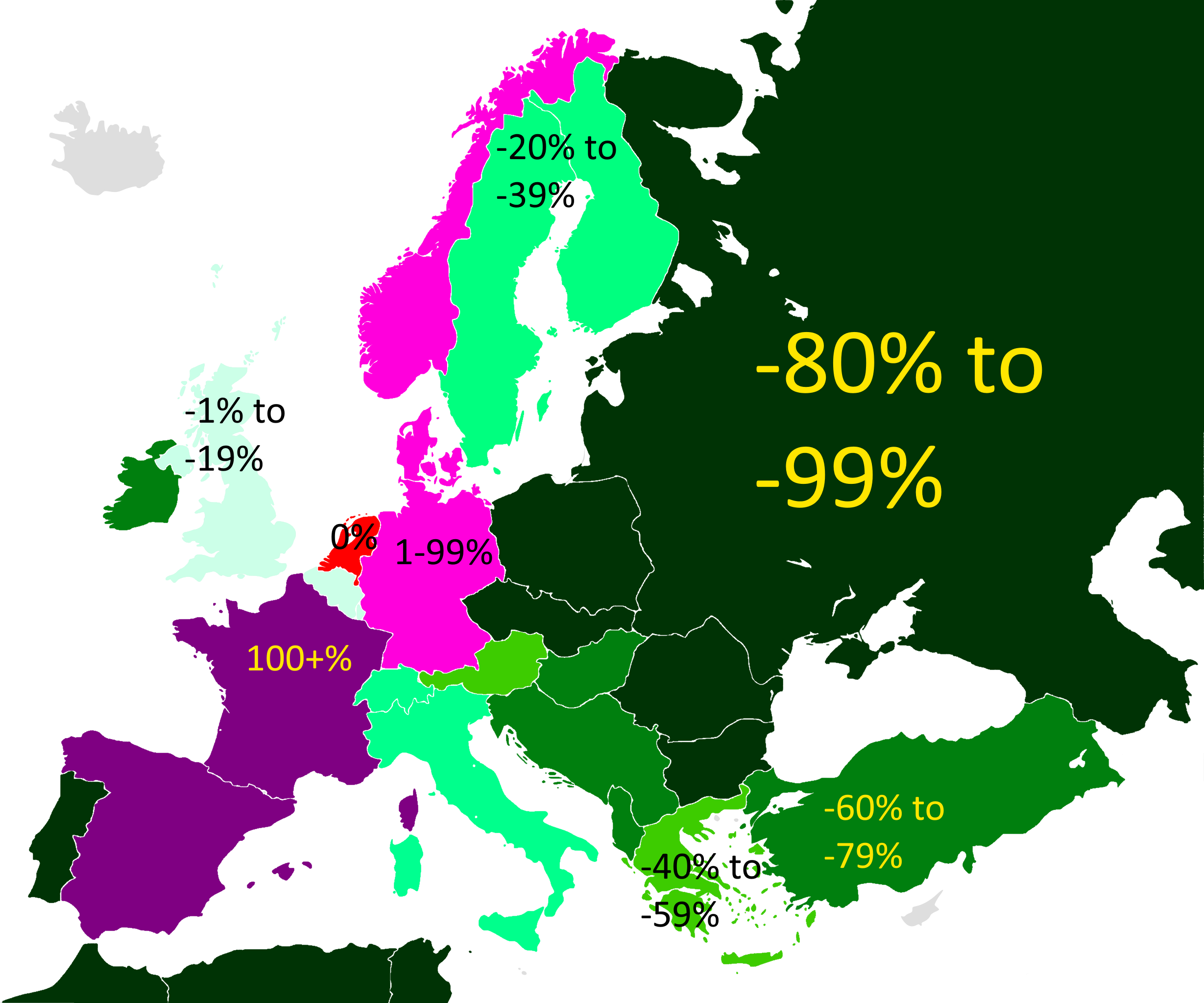
1945~1946년과 2010년 사이 국가별 유대인 인구 증감. 1945년 이후 가장 큰 유대인 인구 감소를 겪은 국가들은 주로 중앙유럽과 동유럽에 속했다.

유대 민족의 홀로코스트(그리스어 ὁλόκαυστον(holókauston): holos, "완전히"와 kaustos, "불타다"에서 유래), 또는 하쇼아(히브리어: השואה) 또는 후르반(이디시어: חורבן)으로도 알려진, 2013년 6월 아우슈비츠에서 야드바솀의 관장 아브너 샬레브가 설명한 용어는 제2차 세계 대전 중 약 600만 명의 유대인 살해를 지칭하는 데 일반적으로 사용된다. 이는 아돌프 히틀러가 이끄는 나치 정권과 그 공범들이 유대 민족을 절멸시키려는 고의적인 계획의 일환으로 실행된 것이며, 쇼아 또는 유대 민족의 홀로코스트의 결과는 유럽 대륙의 수백 개 유대인 공동체의 파괴였다. 유럽 유대인의 3분의 2가 살해당했다.

## 제2차 세계 대전 이후

### 인구 통계
2010년 유럽의 유대인 인구는 약 140만 명(유럽 인구의 0.2%)으로 추정되며, 이는 전 세계 유대인 인구의 10%에 해당한다. 21세기에는 프랑스가 유럽에서 가장 많은 유대인 인구를 가지고 있으며, 그 뒤를 영국, 독일, 러시아, 우크라이나가 잇는다.
| 국가                  | 2010년 핵심 유대인 인구                               | 2010년 확대 유대인 인구 | 유대인 집단                                        | 유대인 역사                       | 유대인 목록                  |
| --------------------- | ----------------------------------------------------- | ----------------------- | -------------------------------------------------- | --------------------------------- | ---------------------------- |
| 알바니아              | 43                                                    |                         |                                                    | 알바니아                          | 동남유럽                     |
| 안도라                | <100                                                  |                         |                                                    | 안도라                            |                              |
| 오스트리아            | 9,000                                                 | 15,000                  |                                                    | 오스트리아                        | 오스트리아                   |
| 벨라루스              | 12,926 (벨라루스 인구조사 (2009))                     | 33,000                  |                                                    | 벨라루스                          | 러시아, 우크라이나, 벨라루스 |
| 벨기에                | 30,300                                                | 40,000                  |                                                    | 벨기에                            | 서유럽                       |
| 보스니아 헤르체고비나 | 500                                                   |                         | 세파르딤 및 아슈케나짐                             | 보스니아 헤르체고비나             | 동남유럽                     |
| 불가리아              | 2,000                                                 |                         |                                                    | 불가리아                          | 동남유럽                     |
| 크로아티아            | 1,700                                                 |                         |                                                    | 크로아티아                        | 동남유럽                     |
| 키프로스              | 3,500 (2018)                                          |                         |                                                    | 키프로스                          | 동남유럽                     |
| 체코                  | 30,900                                                |                         |                                                    | 체코 및 카르파티아 루테니아       | 체코, 슬로바키아             |
| 덴마크                | 2,400                                                 |                         |                                                    | 덴마크                            | 북유럽                       |
| 에스토니아            | 1,800                                                 | 3,000                   |                                                    | 에스토니아                        | 북유럽                       |
| 핀란드                | 1,100                                                 |                         |                                                    | 핀란드                            | 북유럽                       |
| 프랑스                | 483,500                                               | 580,000                 | 아슈케나짐 및 세파르딤                             | 프랑스                            | 프랑스                       |
| 조지아                | 3,200                                                 | 6,000                   | 조지아 유대인                                      | 조지아                            | 조지아                       |
| 독일                  | 119,000                                               | 250,000                 | 아슈케나짐                                         | 독일                              | 독일                         |
| 지브롤터              | 600                                                   |                         | 세파르딤 및 영국 유대인                            | 지브롤터                          | 이베리아                     |
| 그리스                | 4,500                                                 |                         | 로마니오테스, 세파르딤                             | 그리스                            | 동남유럽                     |
| 헝가리                | 48,600                                                | 100,000                 | 오베르란더 유대인, 사트마르 하시드 왕조, 및 개혁파 | 헝가리 및 카르파티아 루테니아     | 헝가리                       |
| 아이슬란드            | 10–30                                                 |                         | 라다니트                                           | 아이슬란드                        | 북유럽                       |
| 아일랜드              | 2,600                                                 | 4,476                   |                                                    | 아일랜드                          | 서유럽                       |
| 이탈리아              | 28,400                                                | 45,000                  | 이탈리아 유대인                                    | 이탈리아                          | 서유럽                       |
| 코소보                | <100                                                  |                         |                                                    | 코소보                            | 동남유럽                     |
| 라트비아              | 6,437 (2011년 라트비아 인구조사)                      | 19,000                  |                                                    | 라트비아                          | 북유럽                       |
| 리히텐슈타인          | <100                                                  |                         |                                                    | 리히텐슈타인                      |                              |
| 리투아니아            | 3,400 (2011년 추정치)                                 | 5,000                   | 리투아니아 유대인                                  | 리투아니아                        | 북유럽                       |
| 룩셈부르크            | 600                                                   |                         |                                                    | 룩셈부르크                        | 서유럽                       |
| 북마케도니아          | 100                                                   |                         | 마케도니아                                         | 마케도니아                        | 동남유럽                     |
| 몰타                  | <100                                                  |                         |                                                    | 몰타                              |                              |
| 몰도바                | 4,100                                                 | 8,000                   | 베사라비아 유대인                                  | 몰도바                            | 동유럽                       |
| 모나코                | <100                                                  |                         |                                                    | 모나코                            | 서유럽                       |
| 몬테네그로            | 12                                                    |                         |                                                    | 몬테네그로                        | 동남유럽                     |
| 네덜란드              | 30,000                                                | 43,000                  | 세파르딤 및 아슈케나지                             | 네덜란드 및 춧                    | 서유럽                       |
| 노르웨이              | 1,200                                                 |                         | 노르웨이 유대인                                    | 노르웨이                          | 북유럽                       |
| 폴란드                | 21,200                                                | 30,000                  | 유대-폴란드 역사의 연대기                          | 폴란드                            | 폴란드                       |
| 포르투갈              | 500                                                   |                         | 스페인 및 포르투갈 유대인                          | 포르투갈                          | 이베리아                     |
| 루마니아              | 9,700                                                 | 18,000                  |                                                    | 루마니아                          | 루마니아                     |
| 러시아                | 157,673 (아시아 러시아 포함) (러시아 인구조사 (2010)) | 400,000                 | 아슈케나짐 및 산악 유대인                          | 러시아                            | 러시아, 우크라이나, 벨라루스 |
| 산마리노              | <100                                                  |                         |                                                    | 산마리노                          |                              |
| 세르비아              | 1,400                                                 |                         | 세파르딤 및 아슈케나짐                             | 세르비아                          | 동남유럽                     |
| 슬로바키아            | 9,600                                                 |                         | 오베르란더 유대인                                  | 슬로바키아 및 카르파티아 루테니아 | 체코, 슬로바키아             |
| 슬로베니아            | 100                                                   |                         |                                                    | 슬로베니아                        | 동남유럽                     |
| 스페인                | 12,000                                                | 15,000                  | 세파르딤, 모로코 유대인, 라틴 아메리카 유대인      | 스페인 및 황금기                  | 이베리아                     |
| 스웨덴                | 15,000                                                | 25,000                  |                                                    | 스웨덴                            | 북유럽                       |
| 스위스                | 17,600                                                | 25,000                  |                                                    | 스위스                            | 서유럽                       |
| 튀르키예              | 17,600                                                | 21,000                  | 튀르키예 유대인                                    |                                   | 세파르딤                     |
| 우크라이나            | 71,500                                                | 145,000                 | 아슈케나짐                                         | 우크라이나 및 카르파티아 루테니아 | 러시아, 우크라이나, 벨라루스 |
| 영국                  | 292,000                                               | 350,000                 | 영국 유대인                                        | 영국                              | 영국                         |

### 유럽의 유대인 민족 분류
- 아르메니아 유대인
- 아슈케나짐 (이디시어 사용 유대인)
- 카라임 및 크림차크 (크림 유대인)
- 조지아 유대인
- 이탈리아 유대인 (브네이 로마라고도 함)
- 미즈라힘
- 로마니오테스 (그리스 유대인)
- 세파르딤 (스페인/포르투갈 유대인)
- 튀르키예 유대인

## 같이 보기
- 칼리시 법령
- 유럽의 역사
- 유대 문화
- 유대인 디아스포라
- 유대인의 역사
- 동유럽 유대인에 관한 이보 백과사전

## 내용주
1. ↑   Jewish Gen – The Given Names Data Base, 2013.
2. 1 2 3 4 5  “Europe's Jewish population”. 2015년 2월 9일.
3. ↑  “Estimated Number of Jews Killed in the Final Solution”.
4. ↑  “Holocaust | Basic questions about the Holocaust”. 《www.projetaladin.org》. 2019년 9월 17일에 원본 문서에서 보존된 문서. 2015년 4월 7일에 확인함.
5. ↑  Dawidowicz, Lucy. The War Against the Jews, Bantam, 1986. p. 403
6. 1 2 3 4  “Jews”. 《Pew Research Center》. 2012년 12월 18일.
7. ↑  “Jewish Population of Europe in 1933: Population Data by Country”. 《Holocaust Encyclopaedia》. 2023년 10월 4일에 확인함.
8. ↑  The Foundation for the Advancement of Sephardic Studies and Culture, p. 3
9. ↑  Gruen, Erich S: The Construct of Identity in Hellenistic Judaism: Essays on Early Jewish Literature and History (2016), p. 284. 발터 드 그루이터 GmbH & Co KG
10. 1 2  Josephus Flavius, Antiquities, xi.v.2
11. ↑  E. Mary Smallwood (2008) The Diaspora in the Roman period before CE 70. In: The Cambridge History of Judaism, Volume 3. Editors Davis and Finkelstein.
12. ↑  The Jews Under Roman Rule: From Pompey to Diocletian and they lived in most countries in Europe : a Study in Political Relations, p. 131
13. ↑  Jacobs, Joseph and Schulim, Oscher: Rome – Jewish Encyclopedia
14. ↑  Davies, William David; Finkelstein, Louis; Horbury, William; Sturdy, John; Katz, Steven T.; Hart, Mitchell Bryan; Michels, Tony; Karp, Jonathan; Sutcliffe, Adam; Chazan, Robert: The Cambridge History of Judaism: The early Roman period, p. 168 (1984), 케임브리지 대학교 출판부
15. ↑  The Kaiseraugst Menorah Ring. Jewish Evidence from the Roman Period in the Northern Provinces 보관됨 2009-03-06 - 웨이백 머신 Augusta Raurica 2005/2, accessed November 24, 2009. (German)
16. ↑  Eli Barnavi: The Beginnings of European Jewry. The genesis of Ashkenazi identity 보관됨 2008-01-03 - 웨이백 머신 My Jewish Learning, accessed November 24, 2009.
17. ↑  “Germany: Virtual Jewish History Tour”. Jewishvirtuallibrary.org. 2013년 7월 19일에 확인함.
18. ↑  “ArchĂ¤ologische Zone – JĂźdisches Museum”. Museenkoeln.de. 2013년 7월 19일에 확인함.
19. ↑  http://phanagoria.info/upload/iblock/775/Phanagoriya_English_web.pdf Page 16-19
20. ↑  Norman F. Cantor, The Civilization of the Middle Ages, 1993, "Culture and Society in the First Europe", pp. 185ff.
21. ↑  Davies, Norman (1996). 《Europe: A History, by Norman Davies》. 옥스퍼드 대학교 출판부. 8쪽. ISBN 978-0-19-820171-7. 2010년 8월 23일에 확인함.
22. ↑  Microsoft Encarta Online Encyclopaedia 2007. 《Europe》. 2009년 10월 28일에 원본 문서에서 보존된 문서. 2007년 12월 27일에 확인함.
23. ↑  Walter Laqueur (2006): The Changing Face of Antisemitism: From Ancient Times to the Present Day, Oxford University Press. ISBN 0-19-530429-2. pp. 46–48
24. 1 2  Grosser, P.E. and E.G. Halperin. “Jewish Persecution – History of AntiSemitism – Lesser Known Highlights of Jewish International Relations In The Common Era”. 《simpletoremember.com》. SimpleToRemember.com – Judaism Online. 2015년 2월 6일에 확인함.
25. 1 2  Grosser, Paul E.; Halperin, Edwin G.; foreword by St. John, Robert; preface by Littell, Franklin H. (1979). 《Anti-Semitism : the causes and effectos of a prejudice》. Secaucus, N.J.: Citadel Press. ISBN 0806507039. 2015년 2월 6일에 확인함.
26. ↑  Salo Wittmayer Baron, "A Social and Religious History of the Jews," Volume II, Ancient Times, Part II. p. 200 Jewish Publication Society of America, 1952.
27. ↑  Salo Wittmayer Baron, "A Social and Religious History of the Jews", Volume II, Ancient Times, Part II. p. 200 Jewish Publication Society of America, 1952.
28. ↑  Dietrich Claude, in Walter Pohl (ed.) Strategies of Distinction: Construction of Ethnic Communities, 300–800 (Transformation of the Roman World, vol. 2), 1998 ISBN 90-04-10846-7
29. ↑  Ben-Jacob, Abraham (1985), "The History of the Babylonian Jews".
30. ↑  Grossman, Abraham (1998), "The Sank of Babylon and the Rise of the New Jewish Centers in the 11th Century Europe"
31. ↑  Frishman, Asher (2008), "The First Asheknazi Jews".
32. 1 2  Ashkenazi – Definition, Encyclopædia Britannica
33. ↑  Nina Rowe, The Jew, the Cathedral and the Medieval City: Synagoga and Ecclesia in the 13th Century Cambridge University Press, 2011 p. 30.
34. ↑  Why the Jews? Holocaust Center of the United Jewish Federation of Pittsburgh, accessed November 24, 2009.
35. ↑  Weinryb, Bernard Dov (1973). 《The Jews of Poland》. 《Bernard Dov Weinryb》 (Jewish Publication Society). ISBN 978-0827600164. 2013년 11월 9일에 확인함.
36. ↑  Woodworth, Cherie. “Where Did the East European Jews Come From?” (PDF). Yale University. 2013년 10월 19일에 원본 문서 (PDF)에서 보존된 문서. 2013년 11월 9일에 확인함.
37. ↑  Cantor, Norman F.. The Last Knight: The Twilight of the Middle Ages and the Birth of the Modern Era. ISBN 0-7432-2688-7 Free Press 2004
38. ↑  DeWitte, Sharon N. (2014년 5월 7일). 《Mortality Risk and Survival in the Aftermath of the Medieval Black Death》. 《PLOS ONE》 9. e96513쪽. Bibcode:2014PLoSO...996513D. doi:10.1371/journal.pone.0096513. ISSN 1932-6203. PMC 4013036. PMID 24806459.
39. ↑  Jane S. Gerber, "The Jews of Spain," p. 112 The Free Press, 1992.
40. ↑  See Stéphane Barry and Norbert Gualde, La plus grande épidémie de l'histoire ("The greatest epidemics in history"), in L'Histoire magazine, n°310, June 2006, p. 47 (프랑스어)
41. ↑  Roth, Norman (2005). 《Daily life of the Jews in the Middle Ages》 (영어). Westport, Connecticut, USA: Greenwood Press. 191쪽. ISBN 978-0-313-32865-7.
42. ↑  Salo Wittmayer Baron, "A Social and Religious History of the Jews," Volume II, Ancient Times, Part II. p. 215 Jewish Publication Society of America, 1952.
43. ↑  Baron, p. 216
44. ↑  Baron, pp. 216–217
45. ↑  Baron, p. 217
46. ↑  Cohen, R.I. Jewish Icons: Art and Society in Modern Europe. Berkeley and Los Angeles: University of California Press 1998
47. ↑  Ettinger, S. "The Beginning of Change in the Attitude of European Society Towards the Jews", Scripta Hierosolymitana 7 (1961), 192-219
48. ↑  Kaplan, Yosef. "For Whom did Emanuel de Witte Paint his Three Pictures of the Sephardic Synagogue of Amsterdam?" Studia Rosenthaliana 32, 2 (1998) 133-154
49. ↑  Swetschinski, Daniel M. Reluctant Cosmopolitans: The Portuguese Jews of Seventeenth-Century Amsterdam. London: Littman Library of Jewish Civilization 2000, 54-101
50. ↑  Ridley Haim Herschell. The Voice of Israel, 1845. pg. 27.
51. ↑  Bodian, Miriam. Hebrews of the Portuguese Nation: Conversos and Community in Early Modern Amsterdam. Bloomington: Indiana University 1997
52. ↑  Swetschinski, Daniel M. Reluctant Cosmopolitans, 102-164
53. ↑  Endelman, Todd M. The Jews of Britain, 1656 to 2000. Berkeley and Los Angeles: University of California Press 2002, 15-40
54. ↑  George Sanford, Historical Dictionary of Poland (2nd ed.) Oxford: The Scarecrow Press, 2003. p. 79.
55. ↑  “European Jewish Congress – Poland”. 2008년 12월 11일. 2008년 12월 11일에 원본 문서에서 보존된 문서.
56. ↑  The Virtual Jewish History Tour – Poland. Jewishvirtuallibrary.org. Retrieved on 2010-08-22.
57. ↑  Elior, Rachel (2006). “The mystical origins of Hasidism”. 《Philpapers》. 89-93쪽. 2024년 11월 1일에 확인함.
58. 1 2  Gellman, Uriel. “Israel Ba'al Shem Tov”. 《Oxford Bibliography》. 2024년 11월 1일에 확인함.
59. ↑  Leiman, Sid Z.; Schatz-Uffenheimer, Rivka (2024년 2월 14일). “Baʿal Shem Ṭov”. Encyclopedia Britannica. 2024년 11월 1일에 확인함.
60. ↑  피츠버그 프레스, October 25, 1915, p. 11
61. ↑  Grosfeld, Irena; Rodnyansky, Alexander; Zhuravskaya, Ekaterina (August 2013). 《Persistent Antimarket Culture: A Legacy of the Pale of Settlement after the Holocaust》 (PDF). 《American Economic Journal: Economic Policy》 5 (미국 경제 학회). 189–226쪽. doi:10.1257/pol.5.3.189. JSTOR 43189345.
62. ↑  Healy, Ann E. (1983). 《Tsarist Anti-Semitism and Russian-American Relations》. 《슬라브어 검토》 42 (케임브리지 대학교 출판부). 408–425쪽. doi:10.2307/2496044. JSTOR 2496044. S2CID 163193494.
63. ↑  Aronson, I. Michael (March 1975). 《The Attitudes of Russian Officials in the 1880s Toward Jewish Assimilation and Emigration》. 《슬라브어 검토》 34 (케임브리지 대학교 출판부). 1–18쪽. doi:10.2307/2495871. JSTOR 2495871.
64. ↑  Lambroza, Shlomo (October 1987). 《The Tsarist Government and the Pogroms of 1903-06》. 《현대 유대교》 7 (옥스퍼드 대학교 출판부). 287–296쪽. doi:10.1093/mj/7.3.287. JSTOR 1396423.
65. ↑  Weinberg, Robert (January 1987). 《Workers, Pogroms, and the 1905 Revolution in Odessa》. 《러시아어 검토》 46 (와일리). 53–75쪽. doi:10.2307/130048. JSTOR 130048.
66. ↑  Endelman, Todd M. The Jews of Britain, 1656 to 2000, 41-182
67. ↑  Sarna, Jonathan D. American Judaism: A History. Second edition. New Haven: Yale University Press 2019, 65-68
68. ↑  Theodor Herzl: The Jewish State, English translation 보관됨 2007-10-27 - 웨이백 머신 WZO, The Hagshama Department, accessed November 24, 2009.
69. ↑  Theodor Herzl: Altneuland, English translation 보관됨 2007-10-27 - 웨이백 머신 WZO, The Hagshama Department, accessed November 24, 2009.
70. ↑  한나 아렌트, 1946, ' Der Judenstaat 50 years later', also published in: Hannah Arendt, The Jew as pariah, NY, 1978, N. Finkelstein, 2002, Image and reality of the Israel-Palestine conflict, 2nd ed., pp. 7–12
71. ↑  First Zionist Congress: Basel 29–31 August 1897 The Herzl Museum, Jerusalem, accessed November 24, 2009.
72. ↑  Ben-Gavriêl, Moshe Yaacov; Ben-Gavrîʾēl, Moše Yaʿaqov; Wallas, Armin A. (1999). 《Tagebücher 1915 bis 1927》. Böhlau Verlag Wien. 473–쪽. ISBN 978-3-205-99137-3.
73. ↑  Jewish Population of Europe in 1933: Population Data by Country, [in:] Holocaust Encyclopedia
74. ↑  1935년에 채택된 뉘른베르크법 기준을 적용하면 독일 내 유대인 수는 두 배였다.
75. ↑  유럽 지역만
76. ↑  유럽 지역만
77. 1 2  DellaPergola, Sergio. “World Jewish Population, 2010” (PDF). 《The Hebrew University of Jerusalem》. 2010년 11월 26일에 원본 문서 (PDF)에서 보존된 문서. 2019년 6월 4일에 확인함.
78. ↑  “Archived copy”. 2013년 10월 14일에 원본 문서에서 보존된 문서. 2013년 4월 14일에 확인함.
79. ↑  튀르키예 유대인#유명한 튀르키예 유대인 튀르키예

## 더 읽어보기
- Bartal, Israel (2011). 《The Jews of Eastern Europe, 1772–1881》 (영어). University of Pennsylvania Press. ISBN 978-0-8122-0081-2.
- Bodian, Miriam. Hebrews of the Portuguese Nation: Conversos and Community in Early Modern Amsterdam. Bloomington: Indiana University Press 1997.
- Haumann, Heiko (2002). 《A History of East European Jews》 (영어). Central European University Press. ISBN 978-963-9241-26-8.
- Grill, Tobias, 편집. (2018). 《Jews and Germans in Eastern Europe: Shared and Comparative Histories》 (영어). Walter de Gruyter GmbH & Co KG. ISBN 978-3-11-048977-4. JSTOR j.ctvbkk4bs.
- Kaplan, Yosef. "The Self-Definition of the Sephardic Jews of Western Europe and their Relation to the Alien and the Stranger", in: B. R. Gampel (ed.), Crisis and Creativity in the Sephardic World, 1391-1648, (New York 1997), p. 121-145.
- Karady, Victor. The Jews of Europe in the Modern Era: A Socio-historical Outline. Budapest: Central European University Press 2004.
- Lambert, Nick. Jews and Europe in the Twenty-First Century. London: Vallentine Mitchell 2008.
- Ruderman, David B. (2010). 《Early Modern Jewry: A New Cultural History》 (영어). Princeton University Press. ISBN 978-1-4008-3469-3.
- Vital. David. A People Apart: The Jews in Europe 1789-1939. New York: Oxford University Press 1999.
- Wasserstein, Bernard. Vanishing Diaspora: The Jews in Europe since 1945.Cambridge MA: Harvard University Press 1996.